# Corsica
La Corsica (Corse in francese, Corsica in còrso, Córsega in ligure) è un'isola del Mar Mediterraneo e una collettività territoriale unica francese con capoluogo Ajaccio. La regione include due dipartimenti, cinque circondari (arrondissement), 60 cantoni e 360 comuni.
Il territorio della regione coincide quasi interamente all'omonima isola, quarta per estensione nel Mar Mediterraneo (dopo Sicilia, Sardegna e Cipro). Separata dalla Sardegna dal breve tratto delle Bocche di Bonifacio, emerge dal Mediterraneo come una grande catena montuosa ricca di foreste, segnando il confine tra la sua parte occidentale, il mar Tirreno e il mar Ligure. Benché politicamente parte della Francia sin dal 1769, l'isola rientra nella regione geografica italiana e ha legami storici con l'Italia anche in ambito linguistico e culturale.
È nota per essere stato il luogo d'esilio di Seneca (41 - 49 d.C.), per la vicenda della Repubblica corsa di Pasquale Paoli e per essere il luogo natale di Napoleone Bonaparte, nato ad Ajaccio nel 1769 tre mesi dopo l'invasione militare francese.

## Storia

### Preistoria

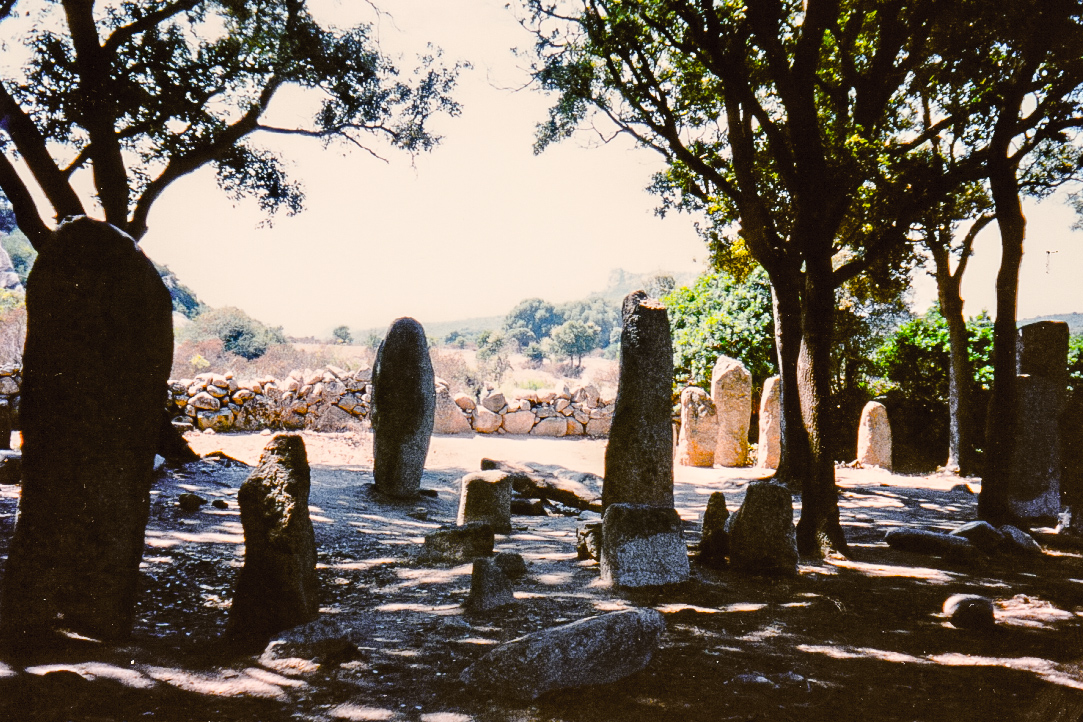
Menhir (stantare) allineati nel sito megalitico di Palaghju nei pressi di Sartene

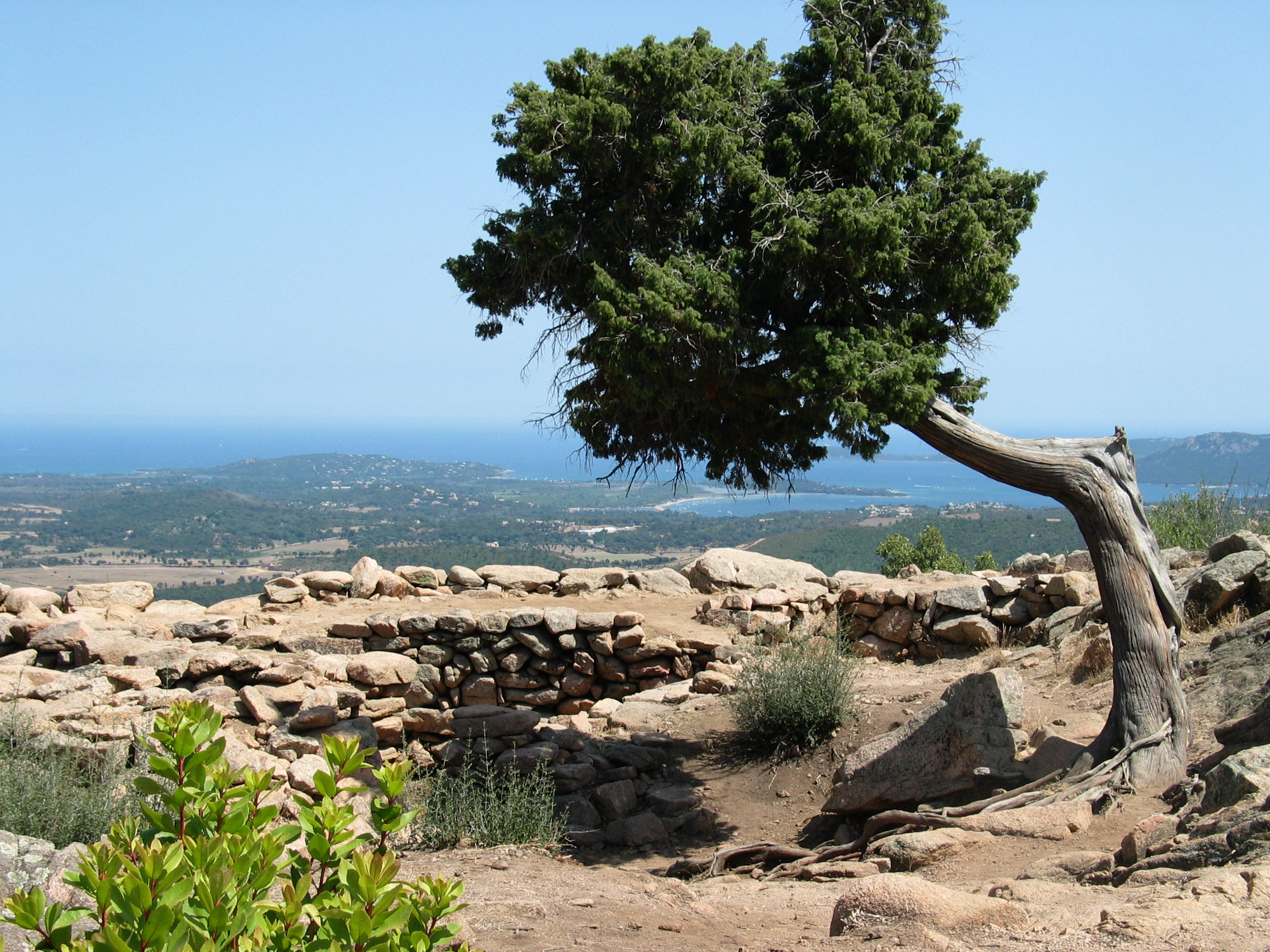
Araghju, San Gavino di Carbini

Risalgono a circa il 9000 a.C. (Romanelliano) i primi giacimenti di pietre scheggiate e gli abbozzi scultorei finora ritrovati in Corsica. Significativo fu il ritrovamento di uno scheletro femminile (la dame de Bonifacio) datato al VII millennio a.C. presso la città omonima. I maggiori contatti sembrano provenire sia dalla Toscana sia dalla Sardegna. Nelle fasi successive si sviluppò in Corsica una civiltà megalitica di rilievo, che lascia sull'isola dolmen (stazzòne, trovati presso Cauria e Pagliagio), menhir (stantare) e le originali statue-menhir, concentrate soprattutto a Sud, nel sito di Filitosa e in quello di Funtanaccia, nei pressi di Sartene, ma presenti anche al Nord, presso San Fiorenzo.
Nella seconda metà del IV millennio a.C., la Corsica fu investita da una corrente culturale chiamata cultura di Arzachena, nota anche come aspetto culturale corso-gallurese, secondario al complesso culturale conosciuto come cultura di Ozieri ed esteso su tutta la Sardegna. Nell'età del bronzo si sviluppa, nel Sud, la civiltà torreana. Di questa cultura restano oggi numerose torri megalitiche con struttura simile a quella dei nuraghi sardi. In questo periodo prese forma il popolo che i Greci chiameranno Κὁρυιοι, Còrsi, attestati anche nella Gallura e forse di ascendenza ligure.

### Storia pre-romana

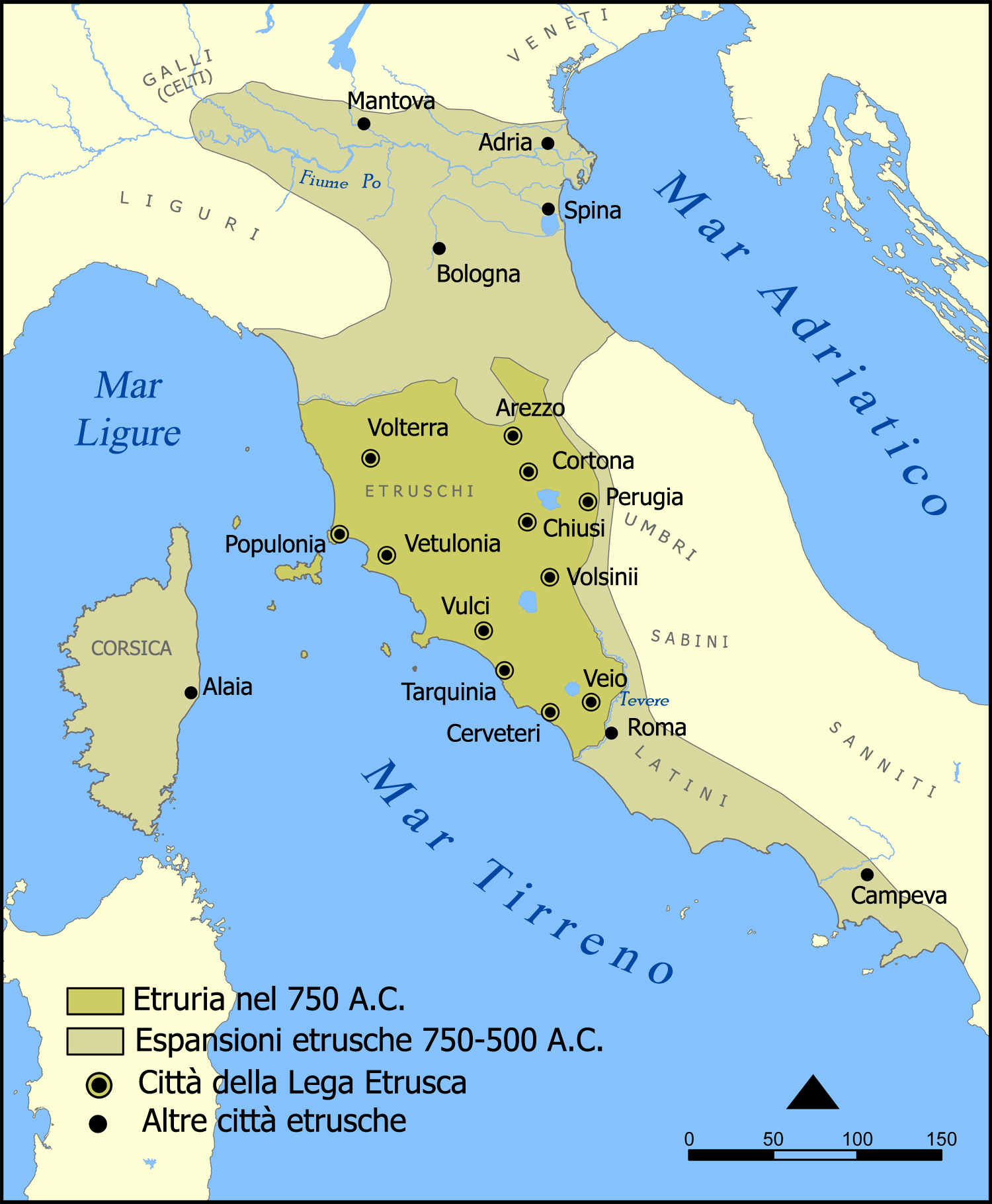
Estensione della civiltà etrusca

Intorno al 660 a.C. si accertano i primi contatti commerciali tra gli Etruschi e le popolazioni dei Vanacini, stanziati nella zona di Capo Corso.
Nel 565 a.C., viene fondato dai Greci focei l'emporio di Alalia , presso il sito dell'attuale località di Aleria. I Greci chiamarono l'isola dapprima Kalliste e in seguito Cyrnos, Cernealis, Corsis e Cirné.
I Greci resistettero poco, nel 535 a.C., a seguito della battaglia di Alalia, furono a loro volta scacciati da una coalizione etrusco-cartaginese formata su un patto appositamente stipulato e che, dopo il conflitto, prevedeva in caso di vittoria la spartizione delle due isole su cui era stata conquistata l'influenza: la Sardegna ai Cartaginesi, la Corsica agli Etruschi. Alla loro presenza è attribuito il toponimo di Tarco nella costa sud orientale, che richiama la città di Tarquinia.
Seguirono le incursioni dei Sicelioti di Siracusa che, nel V secolo a.C., fondarono un leggendario Portus Syracusanus e, di nuovo, quelle dei Cartaginesi (IV secolo a.C.). Il Portus Syracusanus è stato classicamente individuato nel sito dell'attuale Porto Vecchio.

### Nell'Antica Roma

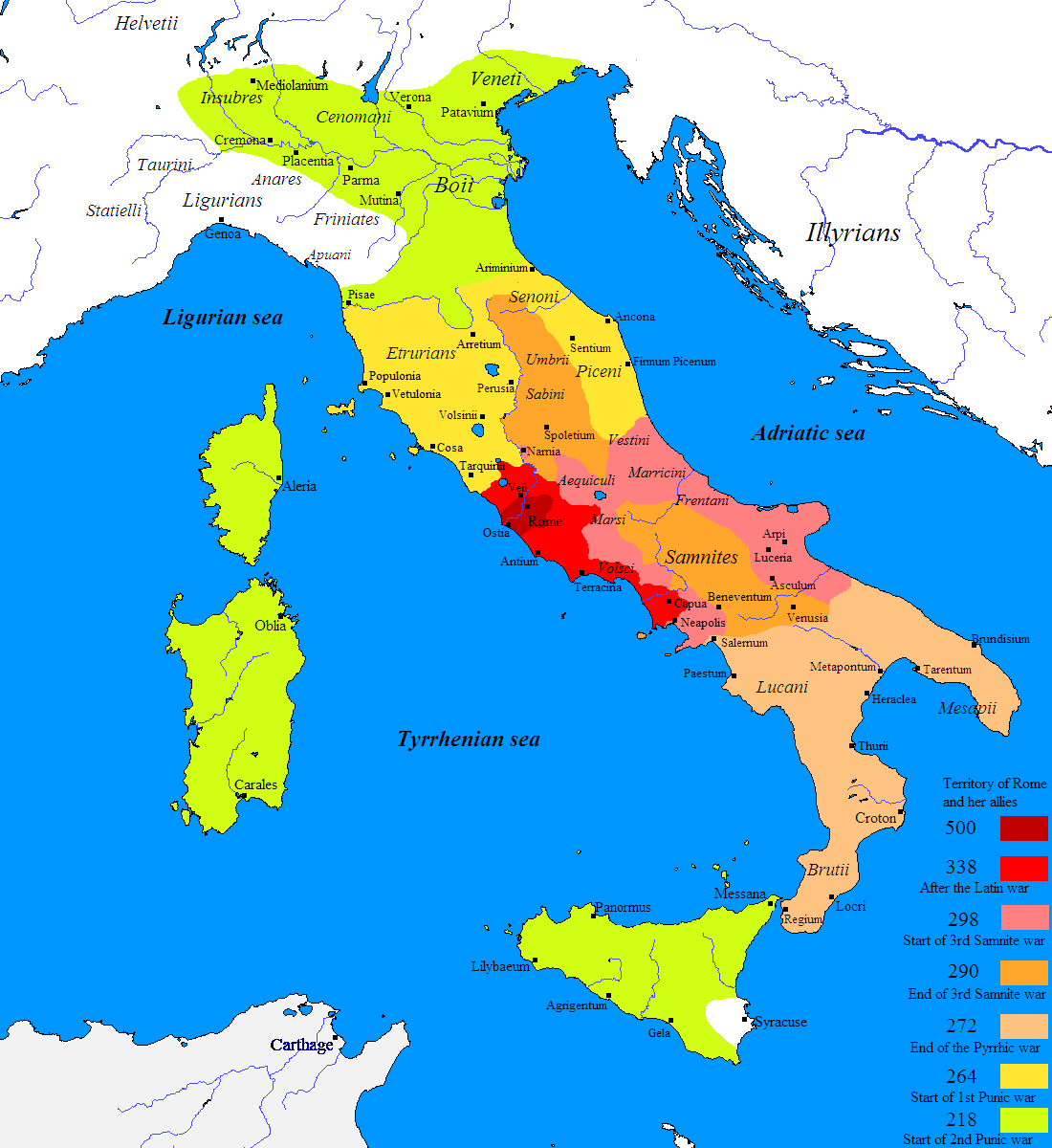
Conquista romana dell'Italia (mappa cronologica).

Il dato sul primo serio interessamento di Roma all'isola risale a una spedizione finalizzata alla fondazione di una città intorno al IV secolo a.C., che si concluse con un nulla di fatto.
Avvenne nel 348 a.C. la stipulazione di due trattati con Cartagine riguardanti Sardegna e Corsica, ma se rispetto alla prima isola i passaggi dei trattati sono ben chiari, i patti sulla seconda sono tutt'altro che nitidi. Si fece largo la convinzione tra i Romani della legittimità di controllare la Corsica, che tempo prima Cartagine aveva pattuito con gli Etruschi, e da questi il controllo dovesse essere trasmesso ai Romani.
La situazione rimase di stallo sino allo scoppiare della prima guerra punica, che con la vittoria romana consegnerà Sardegna e Corsica ai Romani.
Malgrado la sottomissione Corsi e Sardi furono per quasi un secolo un problema per Roma, erano frequenti rivolte e non era facile mantenere il controllo sulle due isole.
Mario fondò la città di Mariana nel 105 a.C., da questo momento iniziò la colonizzazione vera e propria e sull'isola fiorirono ville rustiche e suburbane, villaggi e insediamenti di ogni tipo, incluse le terme di Orezza e Guagno.
Analogamente a quanto avveniva in altre province (la Corsica era amministrativamente associata alla Sardegna con la riforma di Ottaviano Augusto del 4 a.C.), i Romani si guadagnarono il rispetto e la collaborazione dei capi locali (a cominciare dai Venacini, tribù del Capo Corso), riconoscendo loro funzioni di governo locale e apportando ricchezza con la messa a profitto delle terre sfruttabili in collina e lungo le coste.
Seneca passò dieci anni in esilio in Corsica a partire dal 41 al 49 d.C. 

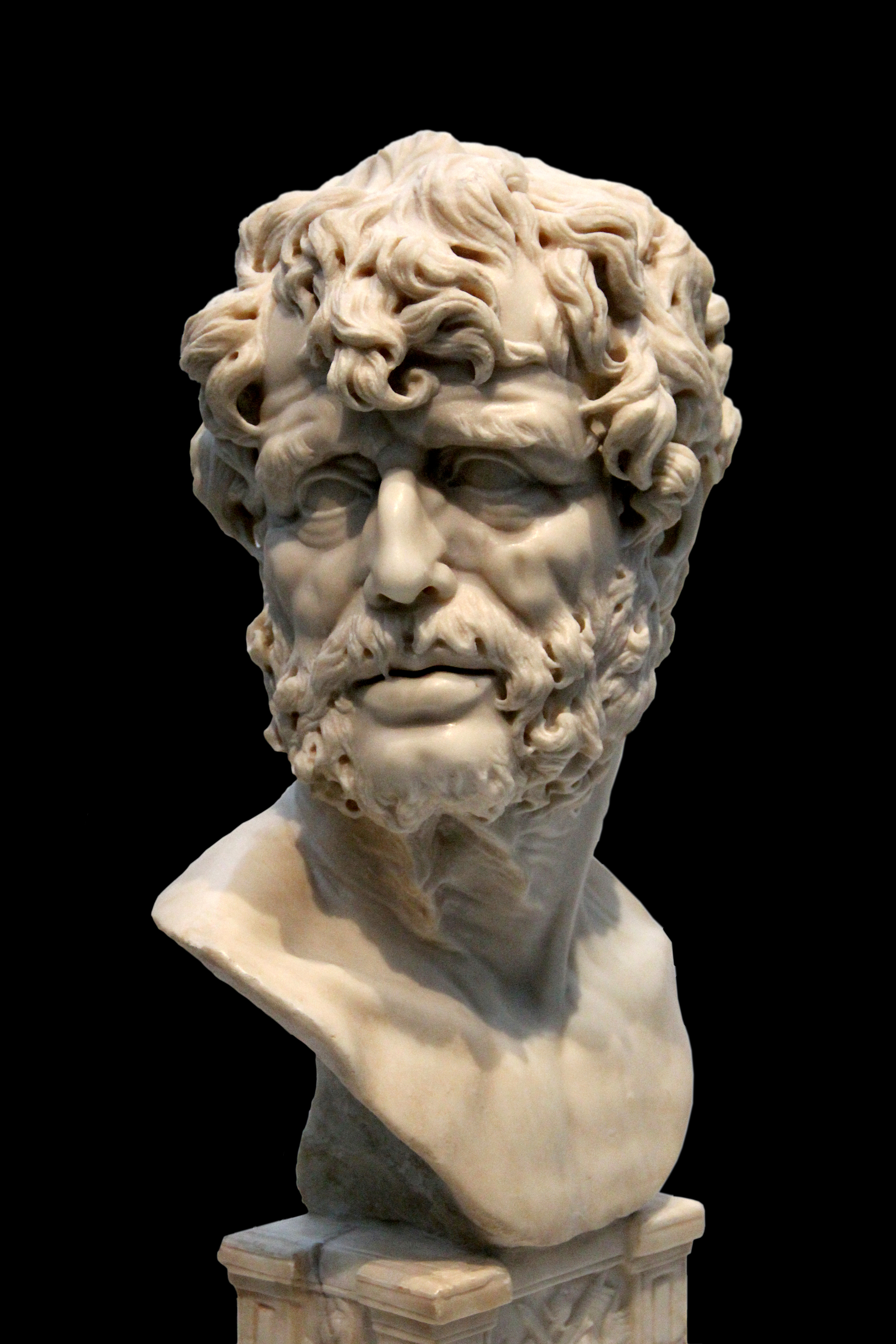
Busto del filosofo e politico latino Lucio Anneo Seneca

Probabilmente per la sua natura selvaggia, l'isola divenne infatti regolare meta d'esilio e rifugio di cristiani, che probabilmente vi diffusero la nuova fede.
Come altrove in Occidente, l'organizzazione romana in Corsica cadde con l'invasione dei Vandali provenienti dall'Africa nel V secolo, dopo oltre 700 anni di dominio.

### Medioevo

#### Alto Medioevo (476-1000)

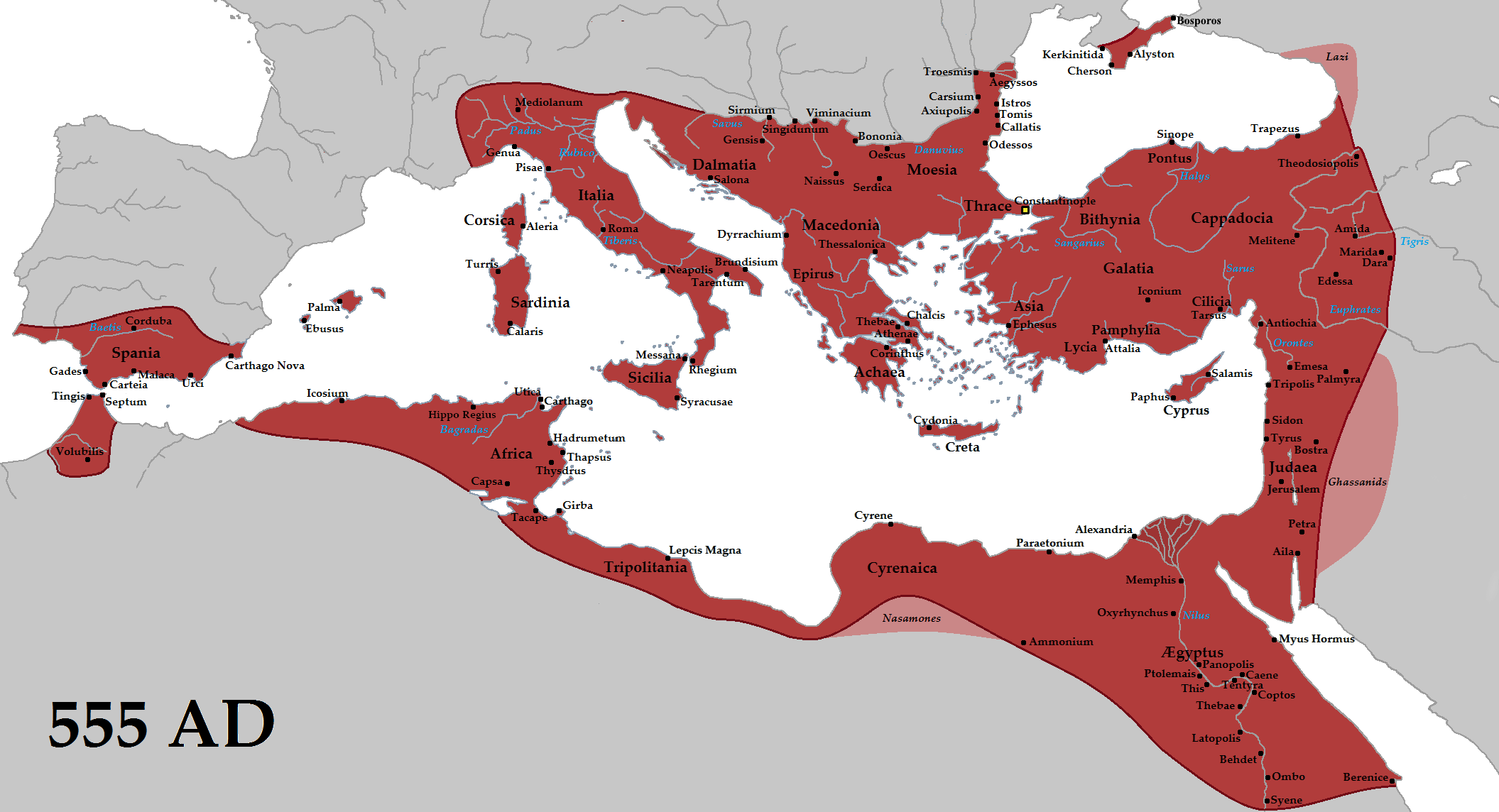
L'Impero bizantino nell'anno 555

Durante gli sconvolgimenti che accompagnarono la fine dell'Impero romano d'Occidente, la Corsica fu contesa tra tribù di Vandali e di Goti finché il re dei Vandali Genserico se ne assicurò il pieno controllo nel 469 d.C. La potenza vandala nel Mediterraneo fu poi distrutta dal generale bizantino Belisario, la Corsica venne così accorpata alla Prefettura del pretorio d'Africa, sotto l'Impero bizantino.

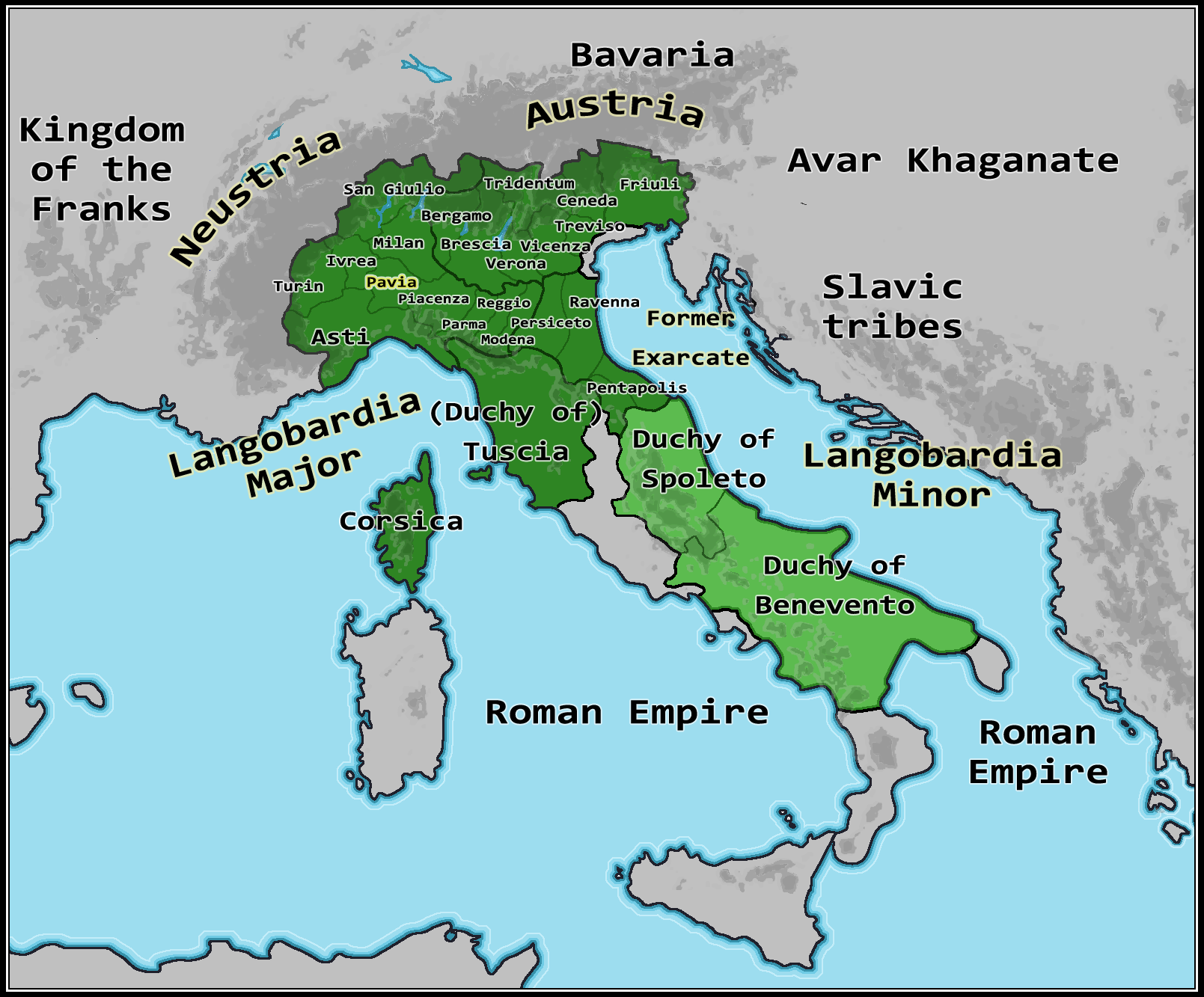
Il Regno d'Italia longobardo alla sua massima estensione territoriale nel 750

Nel 725 i Longobardi, sotto il re Liutprando, conquistarono l'isola sottraendola ai Bizantini e la annetterono al Regno d'Italia longobardo.

L'Impero di Carlo Magno nell'anno 814

Nel 774, Carlo Magno scese in Italia e annientò i Longobardi guidati da Adelchi, assoggettando anche l'isola corsa al Sacro Romano Impero.
Sul finire dell'VIII secolo ebbero inizio le incursioni dei Mori, che si ripeteranno numerose volte e marcheranno un tratto significativo della storia dell'isola, testimoniato dalla stessa bandiera. I Mori riuscirono solo una volta a prendere il controllo dell'isola, nell'810 la Corsica venne infatti quasi interamente assoggettata per un breve periodo. Per il resto si trattò di incursioni volte al saccheggio più che a una vera e propria conquista, salvo qualche fortezza sotto il dominio arabo.
Al fine di tentare di porre fine a tale stato di cose, nell'828 la difesa dell'isola fu affidata a Bonifacio II, conte di Lucca, che condusse insieme con il fratello Beretario e altri nobili toscani una vittoriosa spedizione punitiva direttamente contro i porti nordafricani; sulla via del ritorno Bonifacio costruì una fortezza presso la punta Sud della Corsica, fondando così il nucleo fortificato della città di Bonifacio, affacciata sullo stretto che separa la Corsica dalla Sardegna (battezzato infatti Bocche di Bonifacio). La guerra contro i Saraceni, che avevano ben presto ripreso i loro attacchi, fu proseguita dal figlio di Bonifacio, il marchese di Toscana Adalberto I. Tuttavia i Saraceni riuscirono a conservare alcune basi sull'isola sino al 930.

#### Nella Repubblica di Pisa (1073-1284)

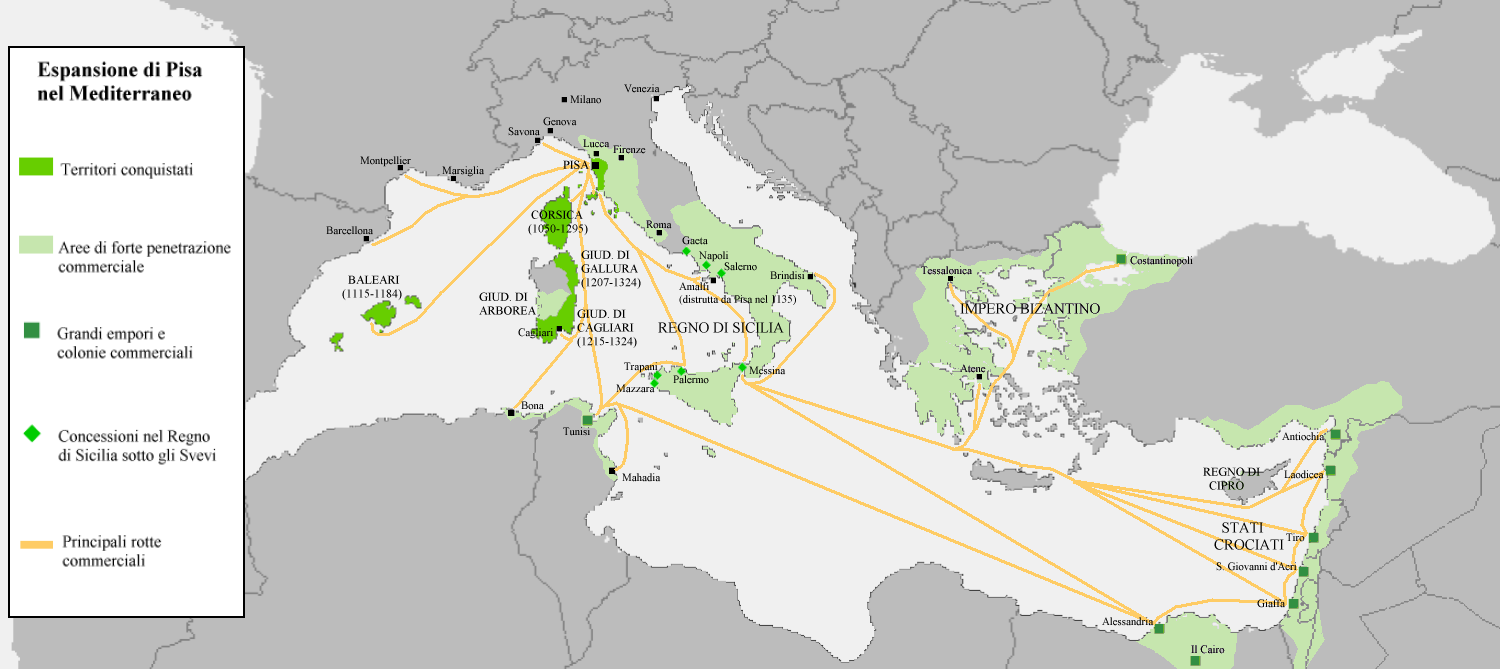
Territori assoggettati alla Repubblica di Pisa, in verde scuro i territori annessi, in verde chiaro quelli con profonda penetrazione commerciale pisana

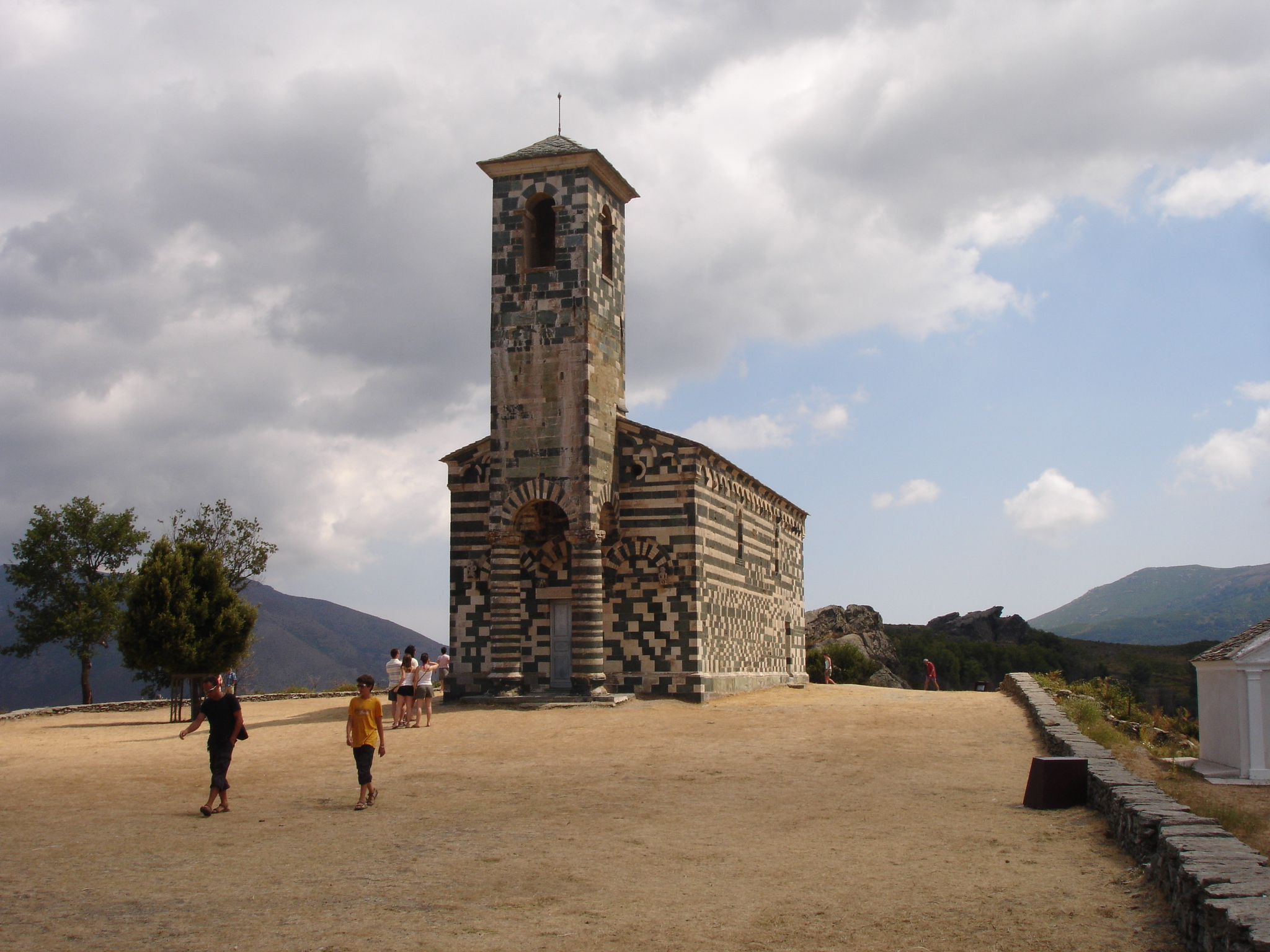
Chiesa di San Michele di Murato in stile romanico pisano (XII secolo)

Papa Gregorio VII nel pieno della lotta per le investiture con l'imperatore Enrico IV, nel 1073 non prese direttamente il controllo dell'isola, ma ne affidò l'amministrazione al vescovo di Pisa, Landolfo, investito della carica di legato pontificio per la Corsica.
A seguito di tale evento, il titolare della cattedra arcivescovile pisana divenne anche primate di Corsica e di Sardegna, carica conservata a livello onorifico sino ai giorni nostri. Pisa, con il suo porto, intratteneva già da secoli stretti rapporti con l'isola, espandendovi la propria influenza politica, culturale ed economica.
All'amministrazione vescovile seguì inevitabilmente l'autorità politica dei giudici della Repubblica di Pisa, destinata in breve tempo a far rifiorire la Corsica e segnarla profondamente.
Pisa perderà di fatto il controllo dell'isola in seguito alla disastrosa disfatta nella battaglia della Meloria (1284) contro Genova.
Inizierà così per la Corsica una lunga stagione dettata da un sostanziale vuoto di potere, durante il quale Pisa, Genova e il Regno d'Aragona si contesero l'influenza sull'isola.

#### Nella Corona d'Aragona (1295-1347)

Il vessillo della Corsica aragonese, recante per la prima volta la celebre Testa di moro

Nel 1295 papa Bonifacio VIII sancì nel trattato di Anagni la nascita del Regno di Sardegna e Corsica, che consegnò al re Giacomo II di Aragona (impegnato nel frattempo nella Reconquista in Spagna). la Corsica venne così accorpata ai Domini aragonesi. Gli Aragonesi si insediarono effettivamente nel neonato regno solo nel 1324. Sotto il dominio d'Aragona viene utilizzata, così come per la Sardegna, il vessillo della Testa di moro come bandiera, simbolo delle Crociate e della Reconquista.

### Tardo Medioevo ed Età moderna

#### Nella Repubblica di Genova (1347-1755) e il breve Regno di Corsica (1736)

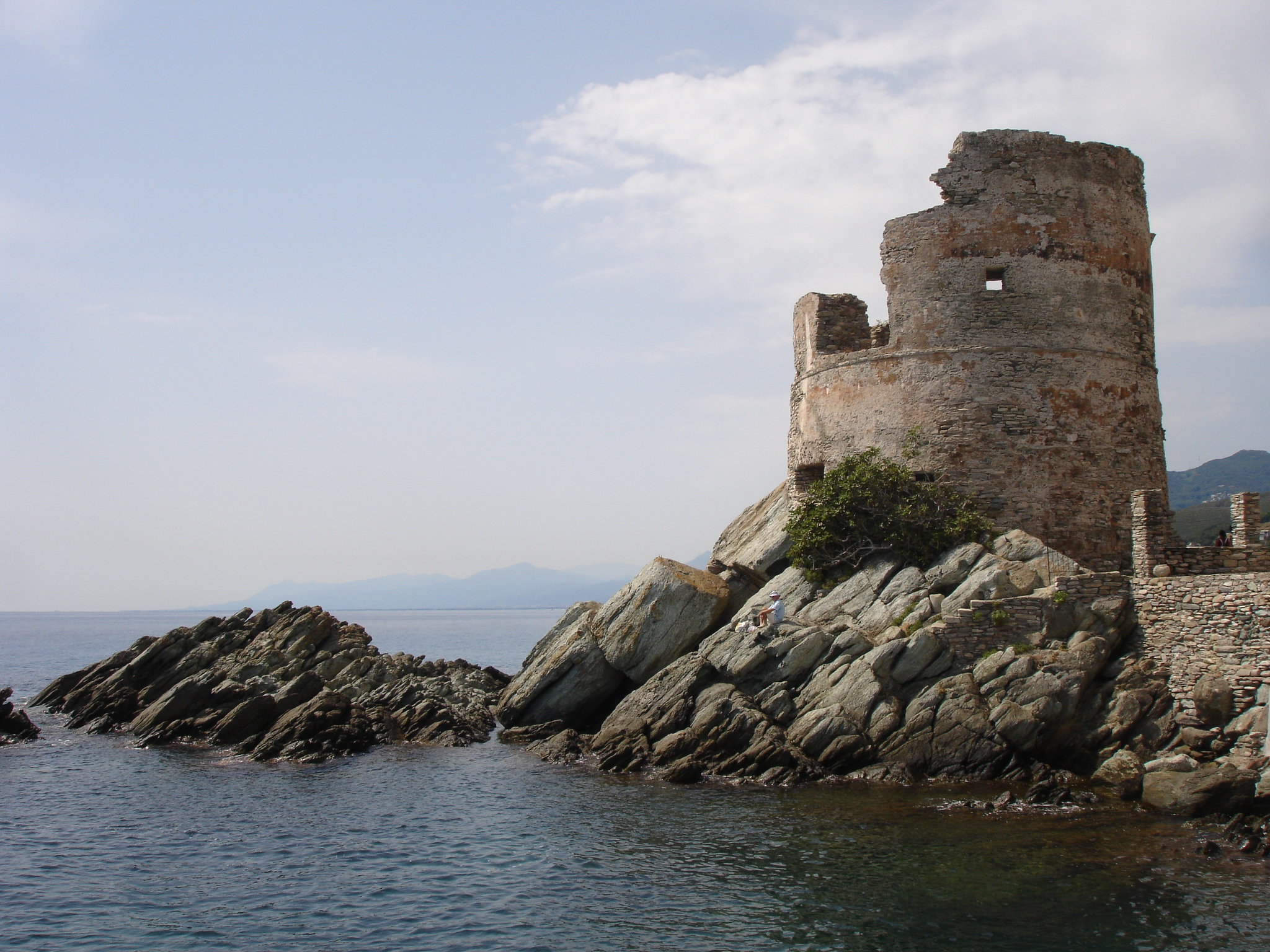
I resti di una torre genovese a Erbalunga, Corsica del Nord

La Repubblica di Genova

Nel 1347 il barone corso Sambucuccio d'Alando convocò un'assemblea di tutti i baroni e i caporali dell'isola. L'assemblea deciderà di staccarsi definitivamente da Aragona e porsi sotto la protezione di Genova, offrendo alla Repubblica ligure la sovranità totale sull'isola. Ovviamente Aragona non vide di buon occhio l'iniziativa dei corsi, ma non mise in atto provvedimenti per diverso tempo.
Approfittando dal caos generale causato dalla peste nera, il barone Arrigo della Rocca, con l'appoggio delle truppe aragonesi, nel 1372 prese il controllo quasi totale dell'isola, lasciando solo il Nord estremo e poche piazzeforti marine al controllo genovese. Il "colpo di Stato" spinse i baroni assoggettati ad appellarsi a Genova, che pensò di risolvere il problema investendo del governatorato dell'isola una sorta di compagnia commerciale detta «Maona», formata da cinque persone, e tentando di coinvolgervi lo stesso Arrigo, ma senza risultati. Nel 1380, perdurando le tensioni, quattro dei cinque membri della Maona rassegnarono le dimissioni, lasciando il solo Leonello Lomellini a esercitare le funzioni di governatore. In tale veste Lomellini fondò, nel 1383, la città di Bastia, destinata a divenire il nucleo più importante della dominazione genovese e la capitale dell'isola (sino allo spostamento ad Ajaccio su iniziativa di Napoleone Bonaparte).
Fu solo nel 1401, a seguito della morte di Arrigo, che l'autorità genovese fu ristabilita su tutta l'isola.

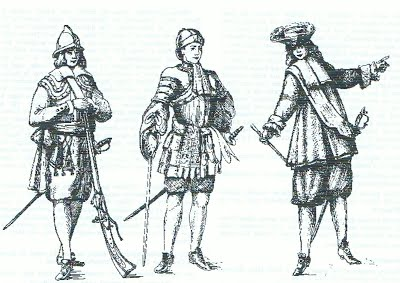
La Guardia corsa, al servizio del papa tra 1603 e il 1662

Nel 1603 il papa Clemente VIII istituì la Guardia corsa papale, un contingente di 600 uomini corsi, era un equivalente della più celebre Guardia svizzera. La scelta di affidarsi alla comunità corsa non era nuova al papato, da secoli infatti erano occasionalmente stati arruolati fanti o cavalieri corsi dai papi. La Guardia corsa venne sciolta nel 1662 da papa Alessandro VII.
Nel secolo XVII è già attestata in Corsica la notevole presenza stagionale di lavoratori provenienti dalla Repubblica di Lucca; questa presenza venne regolata da precisi accordi che Lucca concluse con Genova, anche in virtù dei buoni rapporti diplomatici tra le due repubbliche. Anche quando il dominio genovese venne a cessare, i lavoratori lucchesi continuarono a frequentare l'isola e il fenomeno sarebbe rimasto imponente almeno fino alla prima guerra mondiale.
La lunga amministrazione di Genova sulla Corsica vedrà brevi periodi in cui alcune potenze miravano a sottrarre a Genova il controllo, talvolta facendo leva su rivolte anti genovesi, con scarsi risultati. Il più degno di nota sarà il Regno di Corsica guidato dal barone tedesco, autoproclamato re, Teodoro I, nel 1736. Teodoro condusse una rivolta cavalcando alcuni malcontenti popolari e contando sull'aiuto di Abu l-Hasan 'Ali, re di Tunisia. Tuttavia l'esperienza di indipendenza si concluse appena otto mesi più tardi, e la Corsica ritornò a far parte della Repubblica di Genova.

#### Repubblica corsa (1755-1769)

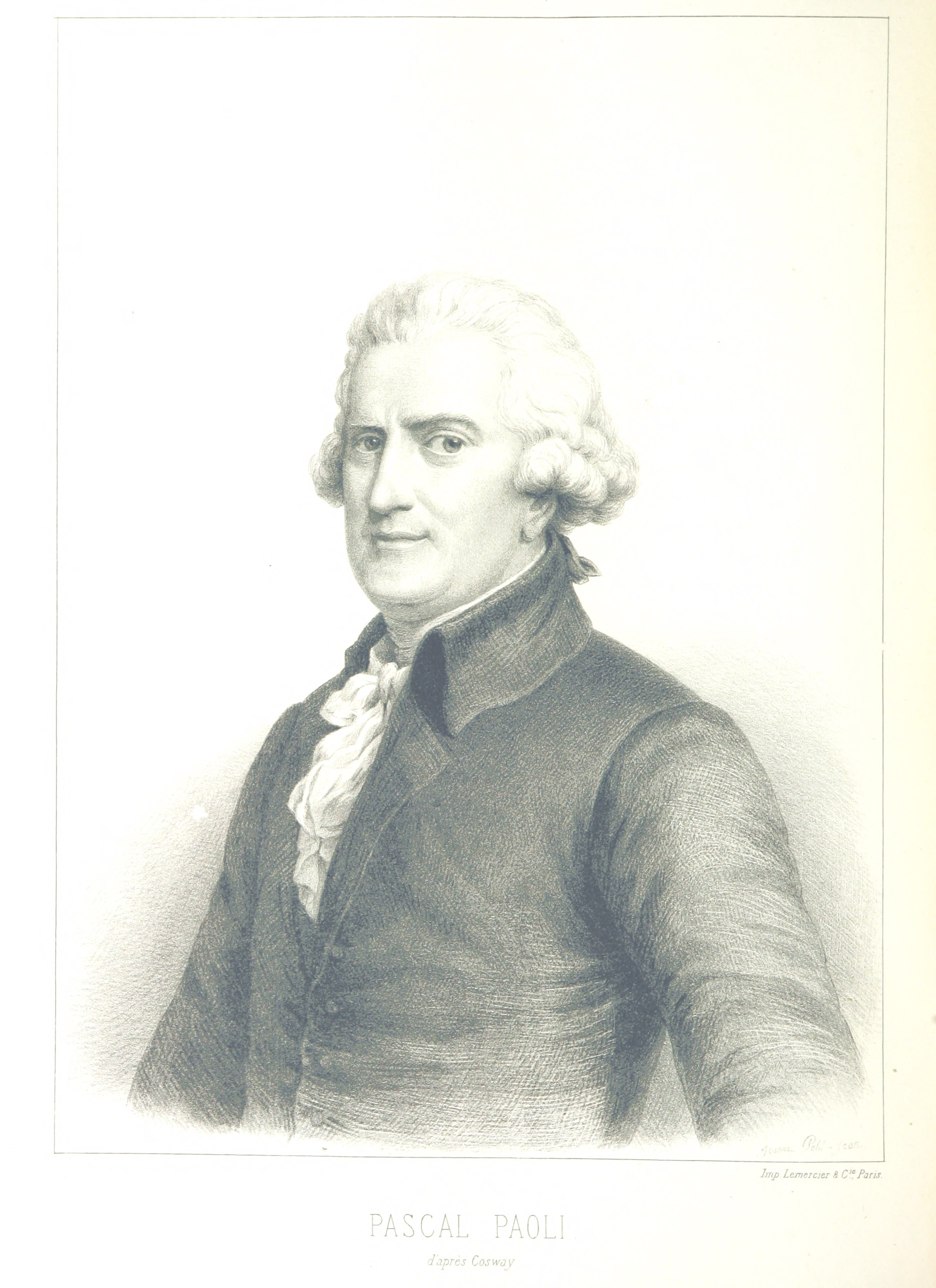
L'eroe corso Pasquale Paoli

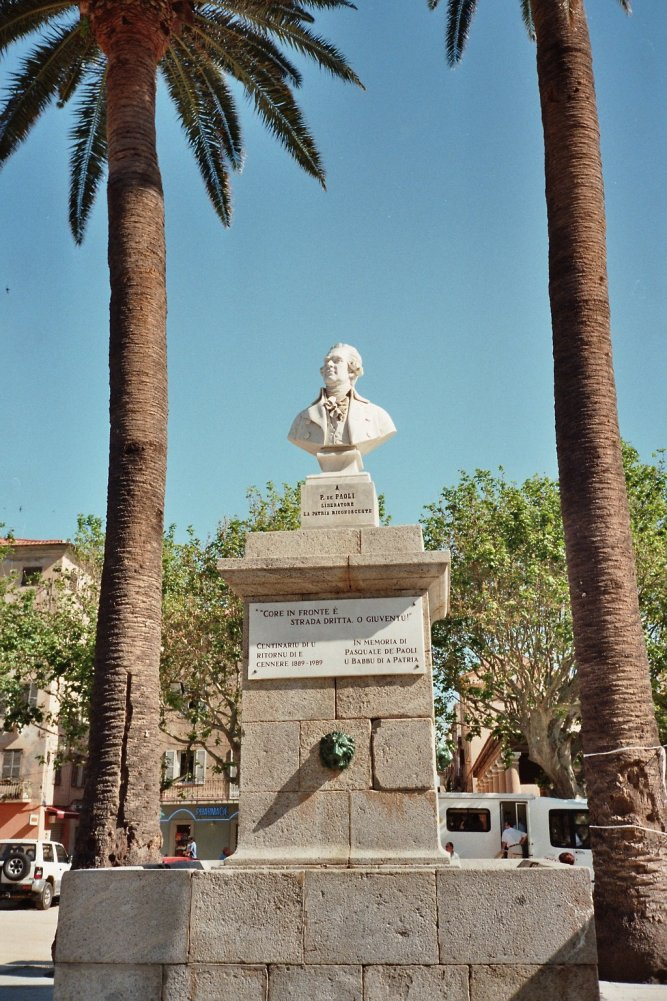
Monumento a Pasquale Paoli all'Isola Rossa. Iscrizione: «Centenariu di u ritornu di e cennere 1889-1989. In memoria di Pasquale de' Paoli, u Babbu di a Patria».

Con l'inizio del '700 il generale malcontento della popolazione corsa circa i continui assoggettamenti dalle potenze straniere e la fragilità di Genova si concretizzò nel coltivare l'idea di una Corsica libera, unita e indipendente. Iniziarono a formarsi gruppi indipendentisti fortemente osteggiati dalle autorità genovesi. Solo nel 1755 i vari gruppi indipendentisti si organizzarono in un unico movimento armato, nominando a capo della rivolta il trentenne Pasquale Paoli.
(discorso di Pasquale Paoli pronunciato a Napoli nel 1750)
Formatosi nell'ambiente illuminista della Napoli di Antonio Genovesi e di Gaetano Filangieri, Pasquale Paoli, che si era preparato già da qualche tempo a rientrare nell'isola con un ruolo dirigente, avrebbe impresso una svolta decisiva alla rivolta còrsa: fu Paoli che le fece assumere i connotati di prima vera rivoluzione borghese d'Europa, e sua è la prima costituzione democratica e moderna, anticipando la Rivoluzione francese e la Rivoluzione americana, quella che regolò la vita della Corsica indipendente dal 1755 sino alla definitiva conquista francese del 1769.
Giunto in patria il 19 aprile, Paoli raggiunse il fratello Clemente a Morosaglia e, tra il 13 e il 14 luglio 1755, venne proclamato generale di quella che ormai, con piena coscienza, si definiva come la Repubblica Corsa.
Tra il 16 e il 18 novembre 1755, riunita una Consulta generale a Corte (divenuta capitale dello Stato còrso), Paoli promulgò la Costituzione di Corsica, che contribuì a rendere Paoli molto popolare negli ambienti illuminati di tutt'Europa e tra i coloni inglesi insorti che daranno vita agli Stati Uniti d'America e alla loro Costituzione.
La Costituzione còrsa attirò l'attenzione di tutta Europa per la sua eccezionale carica innovativa e Paoli chiese la collaborazione di Jean-Jacques Rousseau per perfezionarla. Il filosofo ginevrino rispose volentieri all'appello e redasse il suo Progetto di costituzione per la Corsica (1764).
Una volta ridotta la Repubblica genovese a controllare poche piazzeforti costiere, spesso assediate, Paoli si diede con inesauribile energia a dare forma e concretezza all'autoproclamato Stato di Corsica in ogni campo, senza trascurarne alcuno, spaziando dalla giustizia all'economia.
Sempre a Corte, Paoli fondò nel 1765 un'Università di lingua italiana (che era la lingua ufficiale dello Stato) destinata a formare i quadri del governo e la sua classe dirigente, mentre venne avviata la pubblicazione di un vero e proprio bollettino ufficiale dello Stato, i Ragguagli dell'Isola di Corsica.

#### Invasione e annessione alla Francia (1769)

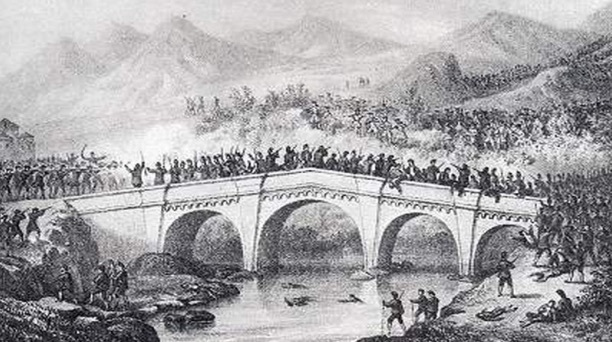
La battaglia di Ponte Nuovo, nell'8-9 maggio 1769, sancirà la capitolazione corsa in mano francese

Con l'avvento del duca di Choiseul come ministro del re Luigi XV, l'antico disegno di Parigi di estendere il suo territorio alla Corsica (già suggerito nella trattatistica politico-diplomatica francese del '600) prese un'accelerazione.
La Francia aveva subìto una dura sconfitta nella guerra dei sette anni contro l'Inghilterra, e aveva perso tutte le proprie colonie d'America che, con il trattato di Parigi del 1763, erano passate sotto il controllo inglese. Diveniva pertanto vitale difendere gli interessi francesi nel Mediterraneo, dove la potenza francese era minacciata dalla Spagna, dalla crescente presenza britannica e dall'estendersi del dominio austriaco sulla Penisola italiana.
La Repubblica di Genova, che non accettò mai l'indipendenza corsa, firmò con la Francia di re Luigi XV il trattato di Compiègne nel 1764, che stabiliva l'invio di truppe francesi in Corsica per riportare l'isola sotto il controllo di Genova, che si assumeva l'onere di finanziare l'intera operazione. Il primo ministro francese Étienne Choiseul, approfittando della debolezza di Genova, mise in atto una strategia per impossessarsi della Corsica a spese di Genova. Una volta che l'armata francese passò a presidiare le città costiere dell'isola, Choiseul, invece di attaccare risolutamente Paoli, cercò in un primo momento di corromperlo, ma Paoli respinse le lusinghe, che ventilavano un suo possibile ruolo preminente in una futura amministrazione francese della Corsica.
Dopo quattro anni di finanziamenti alla spedizione francese, tenuta volontariamente in stallo lungo le coste corse da Choiseul per prosciugare le casse genovesi, il 15 maggio 1768, Genova, ormai insolvente verso la Francia, decise con il trattato di Versailles di cessare la rivendicazione dell'isola, riconoscendo invece la Francia legittima proprietaria. Nel frattempo Paoli, capendo che l'invasione francese sarebbe stata imminente, chiamò la mobilitazione generale.
Mentre i genovesi lasciavano per sempre l'isola, il governo francese avviò la campagna militare di conquista. In un primo tempo le truppe francesi furono duramente sconfitte nella battaglia di Borgo nell'ottobre 1768, episodio significativo per il patriottismo còrso, dal quale nacque il celebre canto popolare "Borgu".  Alle speranze corse di una soluzione favorevole del conflitto, la Francia rispose con l'invio in Corsica di un contingente di 22 000 uomini, dotato di artiglieria pesante, agli ordini del conte Noël Jourda di Vaux.
La disperata ricerca di aiuti internazionali da parte di Paoli non diede risultati di rilievo, se non l'arruolamento di alcune centinaia di mercenari prussiani, e così la campagna militare francese entrò nel vivo all'inizio del 1769, puntando direttamente verso il quartier generale còrso a Murato. In totale l'esercito nazionale corso, compresi i mercenari, non superava le 15 000 unità. Lo scontro decisivo si combatté tra l'8 e il 9 maggio 1769, la battaglia di Ponte Nuovo, dove le milizie corse cedettero con gravi perdite alla potenza francese.
Malgrado la sconfitta, i còrsi, per il coraggio dimostrato in battaglia, si guadagnarono l'ammirazione europea, specialmente presso gli intellettuali illuminati che vedevano in loro la prima sfida aperta all'Ancien Régime. Voltaire scriverà della battaglia sottolineando il valore dei còrsi che difesero il ponte, additandoli come esempio di eroica rivendicazione della libertà, mentre James Boswell, nel suo Account of Corsica, già aveva paragonato Paoli a un novello Licurgo.
Paoli sfuggì alla cattura e, imbarcatosi per Livorno, raggiunse Londra dove fu accolto in un esilio onorato (fu ricevuto personalmente dal re Giorgio III), mentre in Corsica restava il suo segretario Carlo Maria Buonaparte, padre di Napoleone, a tentare un'estrema resistenza. La schiacciante e sanguinosa vittoria militare delle armi francesi, tuttavia, presto fece pendere decisamente la bilancia politica dalla parte della Francia e lo stesso Buonaparte finì per cedere alla fazione francese.
Tra i primi provvedimenti di Luigi XV vi fu la chiusura dell'Università di Corte aperta da Paoli.

### Età contemporanea

#### La Rivoluzione francese e il Regno di Corsica (1793-1796)
Pasquale Paoli prese parte alla Rivoluzione francese, nella fazione giacobina, e nel 1790 venne mandato dall'Assemblea nazionale francese in Corsica con l'incarico di governatore, sperando nella possibilità dell'indipendenza sotto il nuovo corso politico francese, che però non venne mai accettata.
Quando l'Inghilterra conquistò militarmente l'isola nel 1793, Paoli decise di schierarsi con gli inglesi, sempre sperando nel conseguimento dell'indipendenza, dal momento che l'Inghilterra era interessata nell'indebolimento della Francia rivoluzionaria. Venne così proclamato il Regno di Corsica, con Giorgio III d'Inghilterra re e Pasquale Paoli presidente del Governo. Tuttavia il Regno rimase di fatto un protettorato britannico, e non appena la Francia invaderà la Corsica nel 1796 l'Inghilterra non oppose sostanzialmente resistenza, lasciando la Corsica nuovamente in mano francese. Pasquale Paoli riparò a Londra.

#### Napoleone, la Monarchia di luglio e l'attentato al re Luigi Filippo

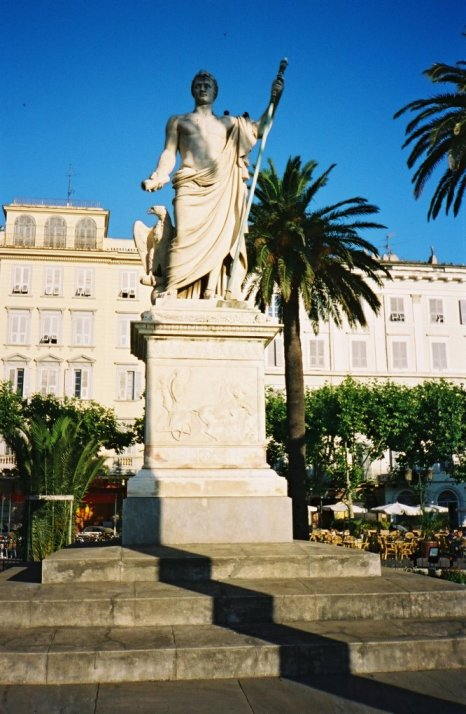
Napoleone raffigurato come imperatore romano in un monumento a Bastia

La famiglia di Napoleone era tradizionalmente legata al progetto nazionale corso di Pasquale Paoli, il padre Carlo Maria Bonaparte aveva tentato una strenua difesa tra il maggio e il giugno del 1769 contro le truppe francesi. La carriera di Napoleone nell'esercito e il successo nella Campagna d'Italia diffusero in Corsica un sentimento di stima nei confronti di Napoleone, che divenne simbolo di orgoglio e di riscatto per la Corsica.
Iniziarono durante l'Impero francese le prime timide politiche di francesizzazione della Corsica, facendo leva sulla coscrizione obbligatoria e sulla lotta al banditismo, dove i nazionalisti corsi erano inclusi nelle attività di banditismo. Le rivolte furono numerose in questo periodo, la francesizzazione auspicata da Napoleone non ebbe gli effetti sperati, con il sentimento nazionalista che era ancora forte. Tuttavia è bene notare che negli atti pubblici redatti nell'isola era ampiamente impiegato l'italiano e solo marginalmente il francese (un'indagine del 1821 rivelò che il francese risultasse comprensibile ad appena il 6% della popolazione corsa).
Con la caduta di Napoleone nel 1815 Salvatore Viale proclamò un governo provvisorio indipendente e lanciò da Bastia un appello al Congresso di Vienna per riconoscere la Corsica, che tuttavia non venne accolto.
Tra il 1815 e il 1816 i nazionalisti corsi fecero fronte comune coi bonapartisti e combatterono quella che passerà alla storia come "guerra del Fiumorbo" contro la Francia borbonica uscita dal Congresso di Vienna.
Con la seconda e definitiva cacciata di Napoleone dalla Francia i Borbone riusciranno a mettere fuori gioco sia i bonapartisti sia i nazionalisti corsi e ripresero la politica di francesizzazione.

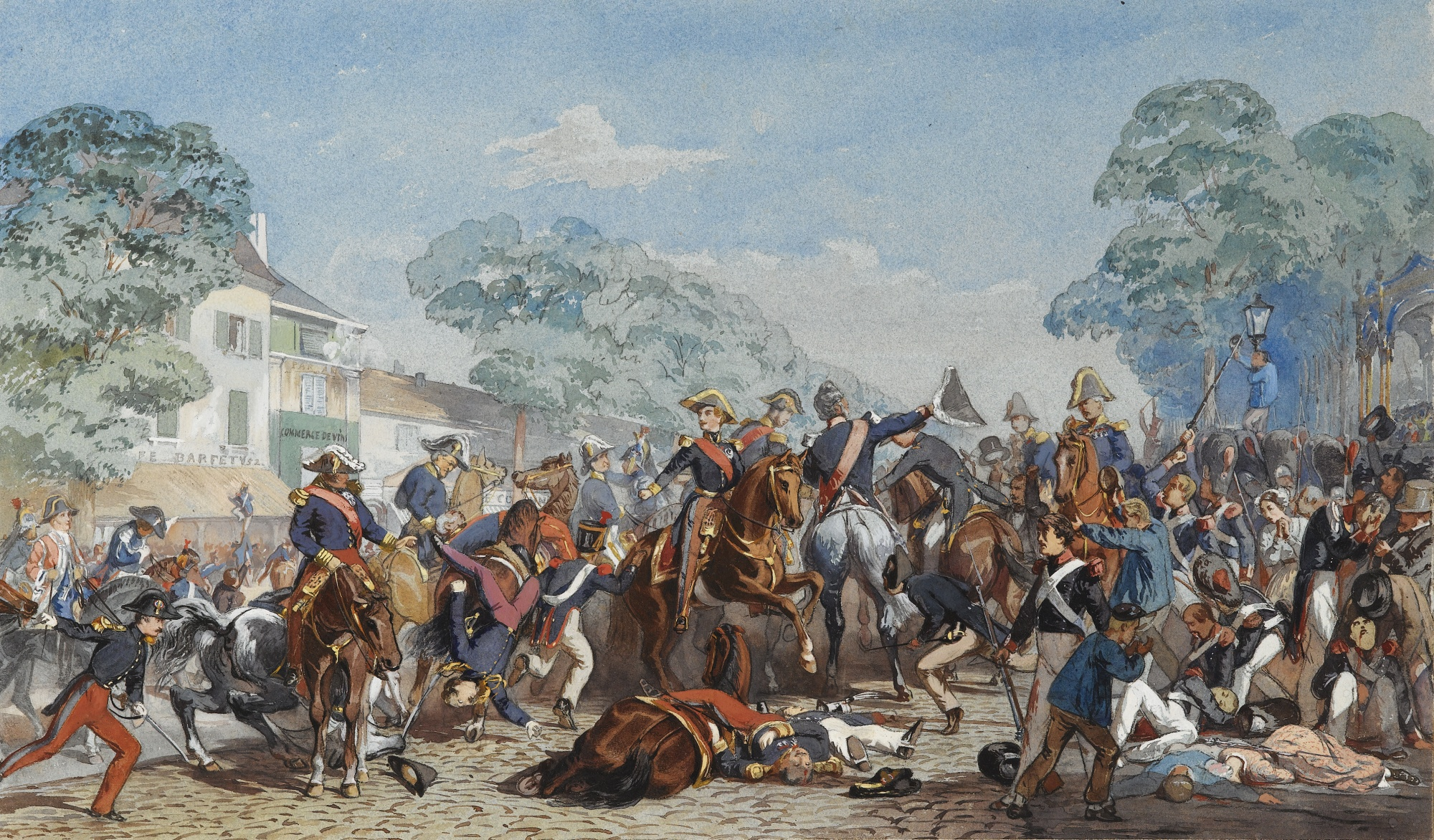
Rappresentazione dell'attentato al re Luigi Filippo I condotto da Giuseppe Fieschi il 28 luglio 1835

Il sentimento indipendentista crebbe anche dopo la deposizione dei Borbone e l'instaurazione della Monarchia di luglio e culminò con l'attentato da parte del patriota corso Giuseppe Fieschi al re Luigi Filippo I d'Orleans il 28 luglio 1835, che fallì, con Fieschi che venne condannato a morte.

#### Il Risorgimento e Napoleone III

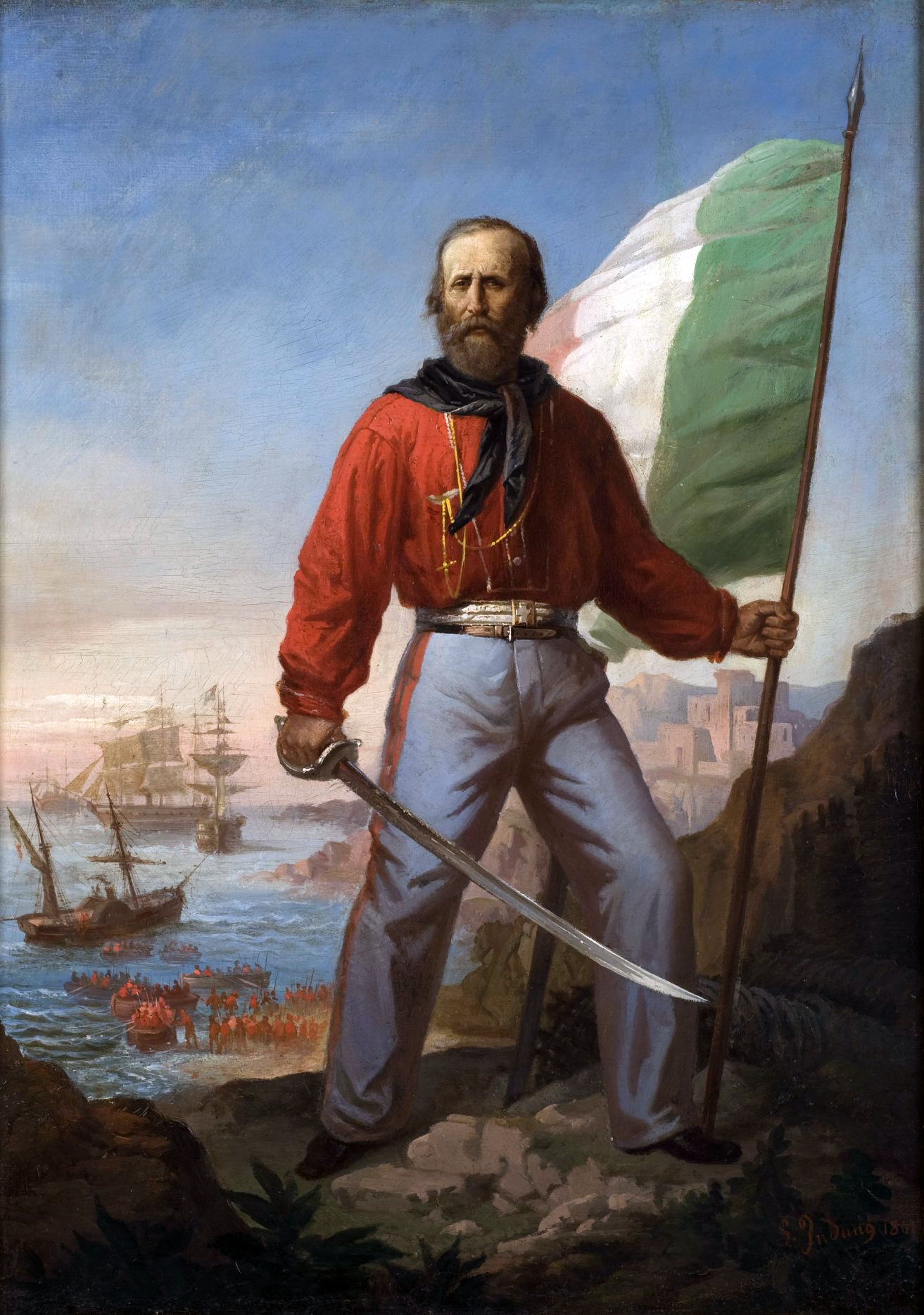
Giuseppe Garibaldi, desiderava includere la Corsica nel Risorgimento

Nonostante Garibaldi, Mazzini e Gioberti auspicassero un coinvolgimento della Corsica nel Risorgimento e la conseguente unificazione dell'isola all'Italia, il processo non ebbe mai seguito, in quanto l'alleanza del Regno di Sardegna con la Francia di Napoleone III, fondamentale per la seconda guerra d'indipendenza contro l'Austria, impediva qualsiasi trattativa in merito, così come impediva anche la presa di Roma da parte dello Stato italiano, poiché protetta dalla Francia. Il coinvolgimento della Corsica al Risorgimento si tradusse solamente alla partecipazione di alcuni corsi nelle imprese dell'unificazione italiana (ad esempio Leonetto Cipriani, che in seguito sarà anche senatore del Regno d'Italia).
Luigi Napoleone (futuro Napoleone III), nel frattempo aveva poi portato avanti in Corsica il culto per lo zio Napoleone Bonaparte, elevandolo a simbolo repubblicano e di "orgoglio corso", celebrando anche in gran festa il rientro in Francia delle ceneri di Napoleone nel 1840. Quando si presentò alle elezioni presidenziali francesi del 1848 in Corsica ottenne l'85% dei voti degli aventi diritto. Anche in occasione del plebiscito del 1852 che lo proclamò "Imperatore dei Francesi" col nome di Napoleone III ottenne vastissimo consenso nell'isola.
Con Napoleone III ebbe inizio un radicale processo di francesizzazione della Corsica, molto più efficace di quello tentato dallo zio, con un decreto che sancì il decadimento della lingua italiana come lingua co-ufficiale nell'isola e l'abolizione del suo insegnamento obbligatorio nel 1859. Da allora il francese sarà l'unica lingua ufficiale. Sempre per rimarcare il culto bonapartista nel 1860 fece costruire ad Ajaccio la Cappella Imperiale, destinata a ospitare le esequie dei membri della famiglia.
In seguito alla sconfitta di Sedan nel 1871 e alla conseguente caduta di Napoleone III il deputato francese Georges Clemenceau, tra le file dell'Unione Repubblicana, propose all'Assemblea nazionale di negoziare il passaggio della Corsica all'Italia, vedendo però respinta la sua proposta dall'Assemblea.

#### La Belle Époque e il primo Novecento
La Corsica, anche per via di una rigorosa politica doganale e commerciale, tesa a rendere il più sporadici possibili i contatti con l'Italia, rimase lungamente un'area sottosviluppata, dedita principalmente alla pastorizia e alla produzione di olio di oliva.
Tra la fine del XIX e l'inizio del XX secolo iniziò un cospicuo fenomeno di emigrazione di famiglie corse a causa delle difficoltà economiche nell'isola. Le principali mete furono la Francia continentale, alcune colonie francesi (in particolare la Nuova Caledonia, dove ancora oggi esiste nel comune di Farino una comunità parlante corso), l'isola di Portorico e il Venezuela.
Nonostante gli sforzi della francesizzazione rimase vivo il sentimento nazionale corso, anche grazie alla nascita della letteratura in lingua corsa, principalmente per le opere di  Paul-Matthieu de La Foata, Pierre Lucciana, Francesco Domenico Falcucci e Santu Casanova.
Nel 1889, in occasione dell'Esposizione universale di Parigi, la comunità corsa ottenne il rimpatrio delle spoglie di Pasquale Paoli da Londra.
La prima guerra mondiale fu tragica per la Corsica, circa il 3,6% dell'intera popolazione corsa (ossia oltre il 20% delle persone partite dalla Corsica per il fronte) morì nel conflitto, con un coefficiente tra abitanti e caduti in guerra pari al doppio della media nazionale francese. In seguito al conflitto incrementò il già notevole fenomeno di emigrazione dall'isola.
La povertà diffusa e il reducismo fecero nascere una nuova ondata di ribellioni, con la fondazione del Partito Corso d'Azione nel 1922, guidato da Petru Rocca, il partito aveva stretti legami con il Partito Sardo d'Azione.
Alcuni nazionalisti corsi aderirono o simpatizzarono col fascismo come risposta identitaria anti francese, tra cui il medico Petru Giovacchini, che sarà figura di spicco dell'irredentismo corso e del PNF.

#### La seconda guerra mondiale e l'occupazione italiana

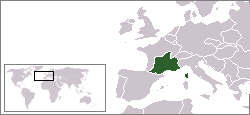
La Francia di Vichy

Con la capitolazione della Francia in seguito all'invasione tedesca nel 1940, Mussolini era convinto che Hitler assegnasse la Corsica all'Italia, cosa che non avvenne. La Corsica, infatti, venne riconosciuta come parte della Francia di Vichy guidata da Petain, con grande risentimento da parte di Mussolini. In tutta risposta lo Stato Maggiore italiano elaborò un piano di invasione contro il Governo di Vichy per prendere la Corsica, che ricevette però nuovamente il parere fortemente negativo da parte della Germania nel 1941.

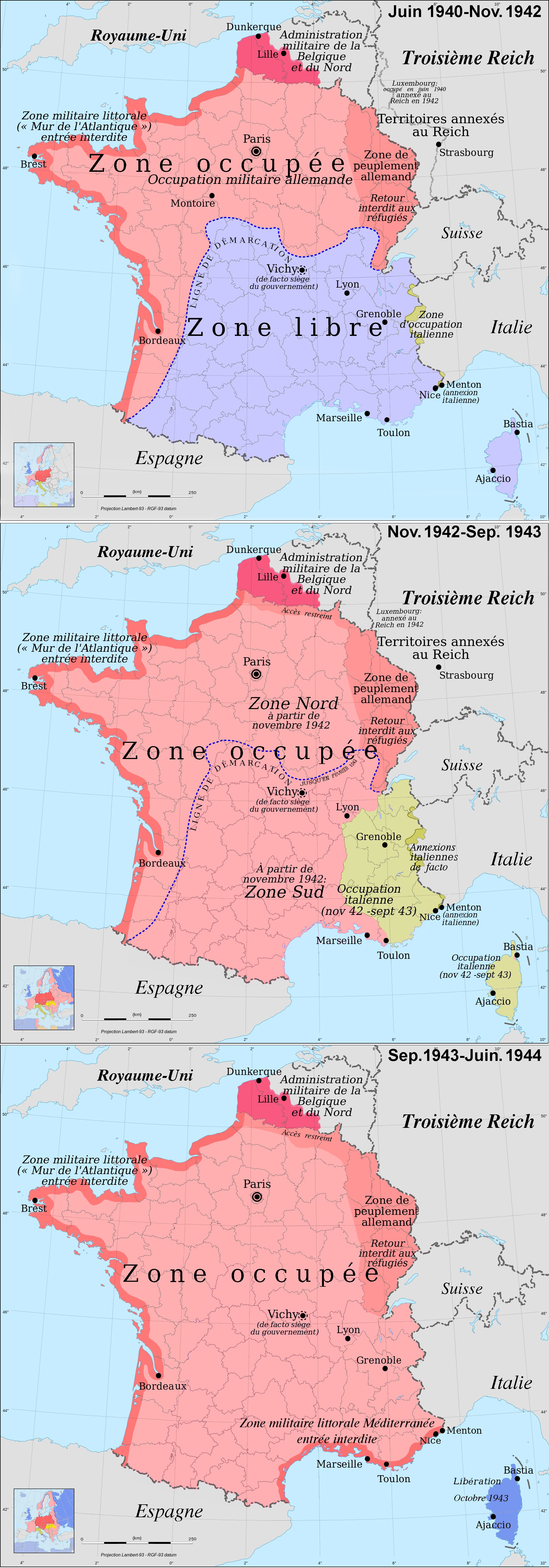
L'evoluzione della Francia durante la seconda guerra mondiale. In verde i territori occupati dal Regno d'Italia tra 1942 e 1943.

In seguito al successo dell'Operazione Torch, ossia l'invasione da parte di Regno Unito e Stati Uniti di Marocco e Algeria (controllati da Vichy), l'Italia procedette, con il permesso del Governo di Vichy, all'invasione della Corsica nel 1942, nel più ampio teatro dell'Operazione Anton. Dapprima l'occupazione italiana, forte di circa 76 000 uomini, non venne osteggiata dalla popolazione, con anche alcuni settori, seppur minoritari, che si riconoscevano nell'irredentismo e accolsero di buon occhio la prospettiva di un'unione all'Italia dell'isola. Tuttavia, già a partire dalla primavera del 1943 l'occupazione e le operazioni dell'OVRA iniziarono a essere sempre più pesanti e mal sopportate, e iniziarono a formarsi le prime reti partigiane. Spicca tra i capi della Resistenza corsa Jean Nicoli, del Partito Comunista Francese, arrestato e giustiziato dal regime fascista nell'estate del '43.
In seguito all'armistizio dell'8 settembre le truppe italiane in Corsica, guidate da Giovanni Magli e Carlo Fecia di Cossato rimasero fedeli allo Stato italiano e iniziarono a combattere contro la Germania nazista e contro la Repubblica di Salò, ingaggiando duri scontri che portarono alla cacciata delle truppe naziste dall'isola già nell'ottobre del 1943. La battaglia della Corsica portò la Corsica a essere il primo dipartimento francese liberato e fu prova della lealtà dell'Esercito cobelligerante italiano verso gli Alleati, oltre che essere elemento chiave per lo sbarco degli Alleati in Provenza del 1944.
Con la fine della guerra le truppe italiane lasciarono l'isola che ritornò sotto l'amministrazione francese.

#### Dal secondo dopoguerra in poi
Nel secondo dopoguerra l'economia corsa continuò a essere arretrata e basata essenzialmente su pastorizia e agricoltura.
A partire dal 1957 fu attivata dal governo francese la SOMIVAC (Société d'économie mixte pour la mise en valeur de la Corse), un piano per acquisire terreni, bonificare le aree soggette a malaria e rilanciare l'agricoltura corsa. Il piano ebbe il merito di contrastare significativamente la malaria dall'isola. Tuttavia il 90% dei terreni ricavati dall'opera venne destinato ai pieds-noirs (i francesi bianchi che abitavano in Algeria, Tunisia e Marocco), costretti a fuggire in quegli anni dalle ex colonie a causa del fenomeno della decolonizzazione. La popolazione corsa denunciò la politica della SOMIVAC come "colonizzatrice", dal momento che alterò la composizione demografica corsa con migliaia di "coloni" francesi. Fin da subito le aziende agricole dei pieds-noirs furono bersaglio di attentati da parte dei gruppi nazionalisti.
Nel 1968, sull'onda del Movimento del Sessantotto nacque il Fronte Regionalista Corso, che raccoglieva diverse realtà autonomiste e indipendentiste. Tra le maggiori rivendicazioni figuravano il riconoscimento del popolo corso come soggettività giuridica, il riconoscimento della lingua corsa e il suo insegnamento e la riapertura dell'Università di Corte fondata da Pasquale Paoli. Nessuna venne concessa. L'Università della Corsica "Pasquale Paoli" verrà riaperta solo nel 1981.
Nel 1975 si ottenne la separazione della Corsica dalla regione Provenza-Alpi-Costa azzurra (precedentemente denominata Provenza-Alpi-Costa azzurra-Corsica) e la nascita di un Consiglio regionale corso, seppur con margine d'autonomia estremamente risicato.
Nel 1976, dalla fusione del Fronte Paesanu Corso di Liberazione e la Ghjustizia Paolina, nacque il Fronte di Liberazione Nazionale Corso, di istanze nazionaliste di sinistra, che intraprese una lotta contro il governo francese e contro la mafia corsa, dando inizio al conflitto corso. Il FLNC aveva stretti contatti con la P-IRA irlandese, con l'ETA basca e con la Libia di Gheddafi. Tra gli anni '70 e gli anni 2000 si sono verificati numerosi bombardamenti, soprattutto notturni. La violenza raggiunse il culmine nel 1998 con l'assassinio del prefetto Claude Érignac.
Il Consiglio regionale corso fu soppresso nel 1982, con la fondazione dell'Assemblea della Corsica, sempre con poca autonomia dal governo centrale.
Nel 1991 la Corsica diventò Collettività territoriale unica, conquistando spazi di autonomia, seppur molto minori rispetto alle Regioni a statuto speciale italiane, tant'è che il corso ancora non venne riconosciuto come lingua coufficiale. All'Assemblea si affianca anche il Consiglio esecutivo della Corsica, con potere esecutivo.
Nonostante le pressioni della popolazione, la Francia continuerà a essere l'unico paese dell'Unione europea a non firmare la Convenzione-quadro per la protezione delle minoranze nazionali e tra i pochi a non ratificare la Carta europea delle lingue minoritarie.
Nel 2014 il FLNC aveva annunciato che avrebbe proceduto a una graduale uscita dall'illegalità e al disarmo, tuttavia i disordini in Corsica del 2022 esplosi in seguito all'uccisione in carcere di Yvan Colonna bloccarono il processo.
La Corsica rimane un territorio problematico e poco sviluppato, con il più alto tasso di omicidi in Europa (principalmente riconducibili alla lotta tra mafia corsa e gruppi nazionalisti e regolamenti di conti interni) e con oltre il 20% della popolazione che vive sotto la soglia di povertà relativa.

## Geografia fisica

Mappa della Corsica

Poco più vasta dell'Umbria, la Corsica, con i suoi 8681 km² di superficie, sorge dal mar Mediterraneo come una catena di aspre montagne e rientra tra le isole appartenenti alla regione fisica italiana.
Di forma allungata nel senso dei meridiani, misura 183 km da Capo Corso (a nord) a Capo Pertusato (a sud), mentre la larghezza massima è di 83 km.
Lo stretto delle Bocche di Bonifacio (11 km) la separa dalla costa settentrionale della Gallura (Sardegna). A est il promontorio più vicino sulla penisola italiana è quello di Piombino (82 km), mentre il litorale francese (Costa Azzurra) si trova, nel punto più prossimo, a circa 170 km a nord-ovest.
Il Capo Còrso, il promontorio spesso indicato come dito di Corsica, punta diritto sul Tigullio, distante poco più di 150 km a nord. Lo sviluppo costiero è di circa 1200 km, solo 300 dei quali sono costituiti da spiagge, più frequenti sulla costa orientale, affacciata sul Mar Ligure e sul Tirreno verso l'Italia e l'arcipelago toscano, la cui isola più vicina è Capraia distante 31 km dal Capo Còrso. In condizioni di buona visibilità e bel tempo le montagne della Corsica sono visibili già dalle quote medio-basse delle colline che coronano il litorale italiano dalla Liguria all'Argentario.

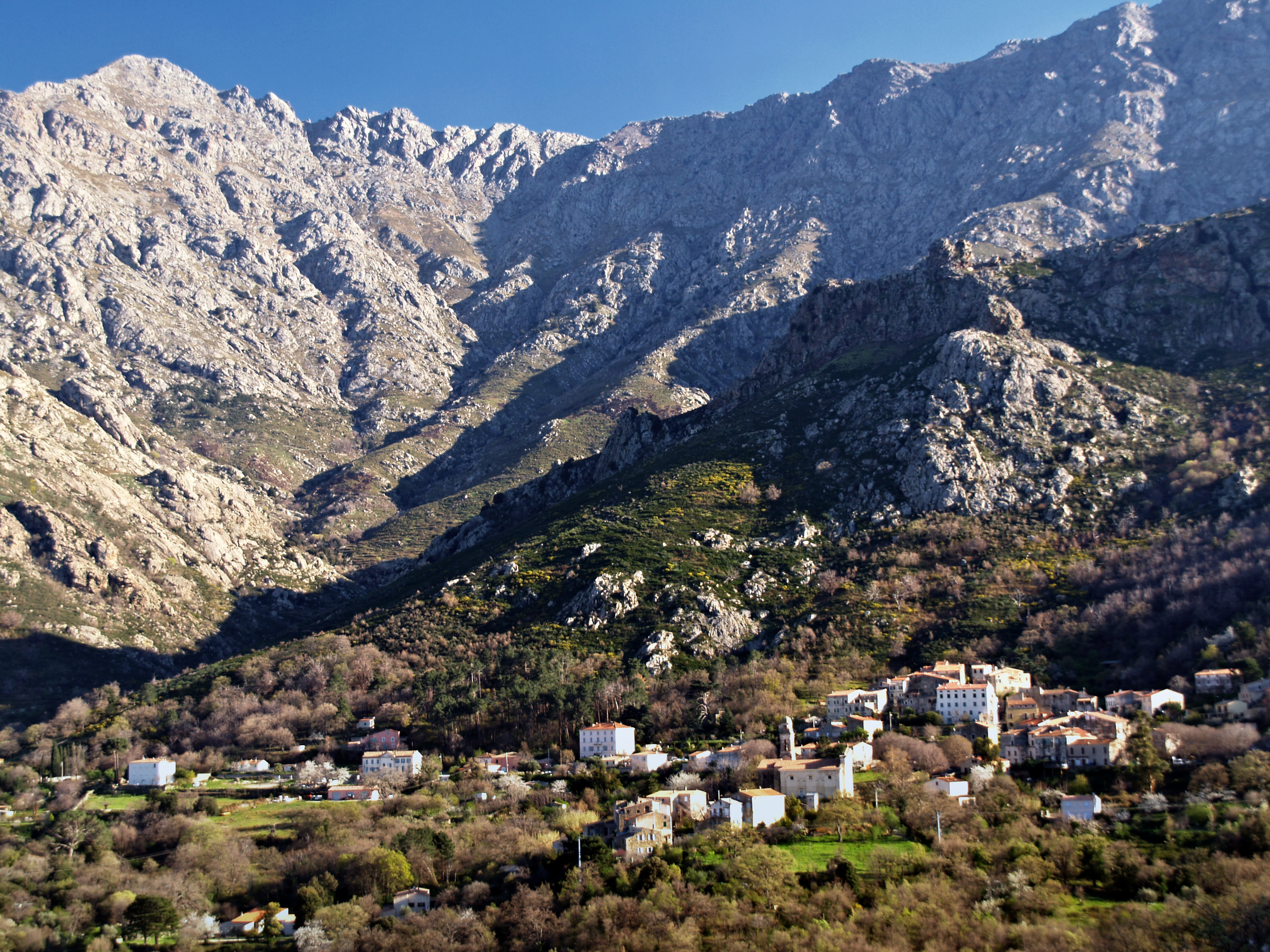
Feliceto

La dorsale montuosa principale percorre l'isola trasversalmente, da nord-ovest a sud-est, dividendo la Corsica in due regioni, distinte in buona parte da un punto di vista geologico, con prevalenza di rocce cristalline granitiche sul versante a sud e a ponente e di rocce scistose e zone alluvionali a levante.
Tale divisione è ricalcata anche dalla divisione amministrativa in due dipartimenti e ha avuto importanti conseguenze storiche.
Il monte Cinto (2706 m), a soli 28 km dal mare, è la cima più elevata dell'isola; sul monte Cinto vi sono dei nevai. Altri massicci montani raggiungono quote notevoli: il monte Rotondo (2622 m), il monte Renoso (2352 m), il monte Incudine (2134 m). Numerose altre cime spingono la loro sommità intorno ai 2 000 metri. Molto montuoso è pure il Capo Còrso, con cime che superano i 1300 m. L'altitudine media dell'isola supera i 500 metri (568 m).
Rilievi maggiori (nome in còrso)
Monte Cinto (2706 m) (Cintu)
Monte Rotondo (2622 m) (Ritondu)
Paglia Orba (2525 m)
Monte Padro (2390 m) (Padru)
Monte d'Oro (2389 m) (d'Oru)
Monte Renoso (2352 m) (Rinosu)
Monte Incudine (2134 m) (Alcùdina)
Corsi d'acqua
Golo (Golu)
Tavignano (Tavignani)
Rizzanese (Rizzanesi)
Taravo (Tàravu)
Gravona
Fiumorbo (Fiumorbu)
Prunelli (Pruneddi)
Liamone
Laghi
Bracca
Capitello (Capitellu)
Creno (Crena)
Nino (Ninu)
Stagni litoranei
Biguglia (di Chjurlinu)
Diana
Urbino (d'Urbinu)
Palo (Palu)
Passi
Col de Vergio (Bocca à Verghju)
Col de Vizzavona (Foce di Vizzavona)
Col de Verde (Bocca di Verdi)
Col de Bavella (Foci di Bavedda)

### Isole
Fanno parte della Corsica molti isolotti, scogli e isole, spesso disabitati; tra le più grandi, si segnalano l'isola di Lavezzi e l'isola di Cavallo.

### Geologia

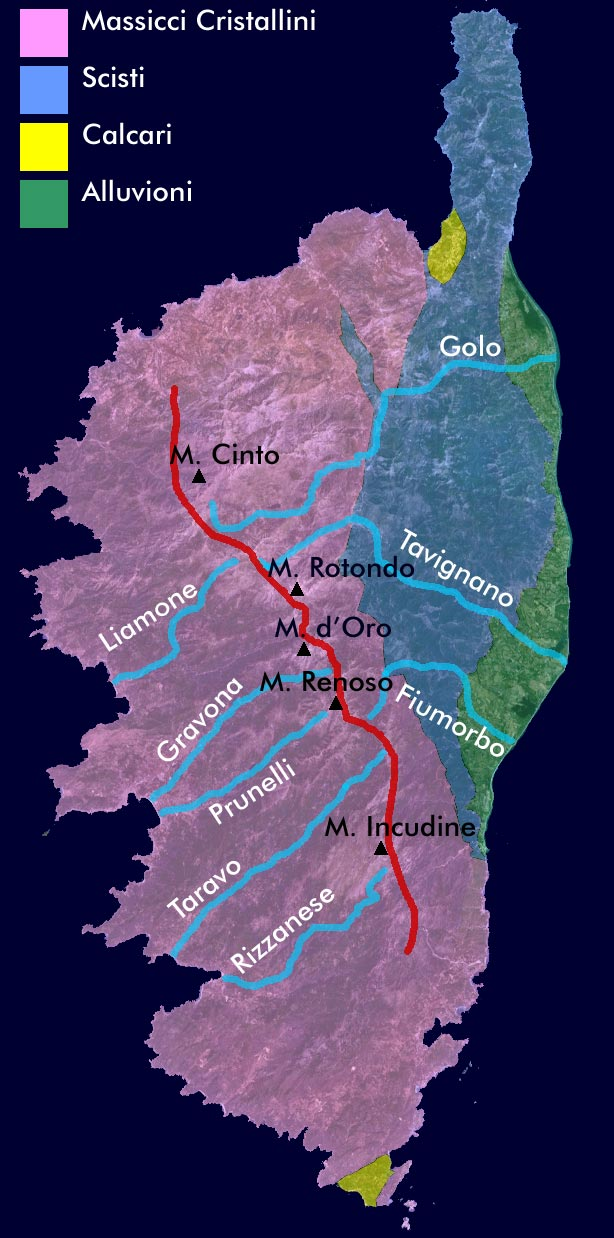
Carta geologica della Corsica

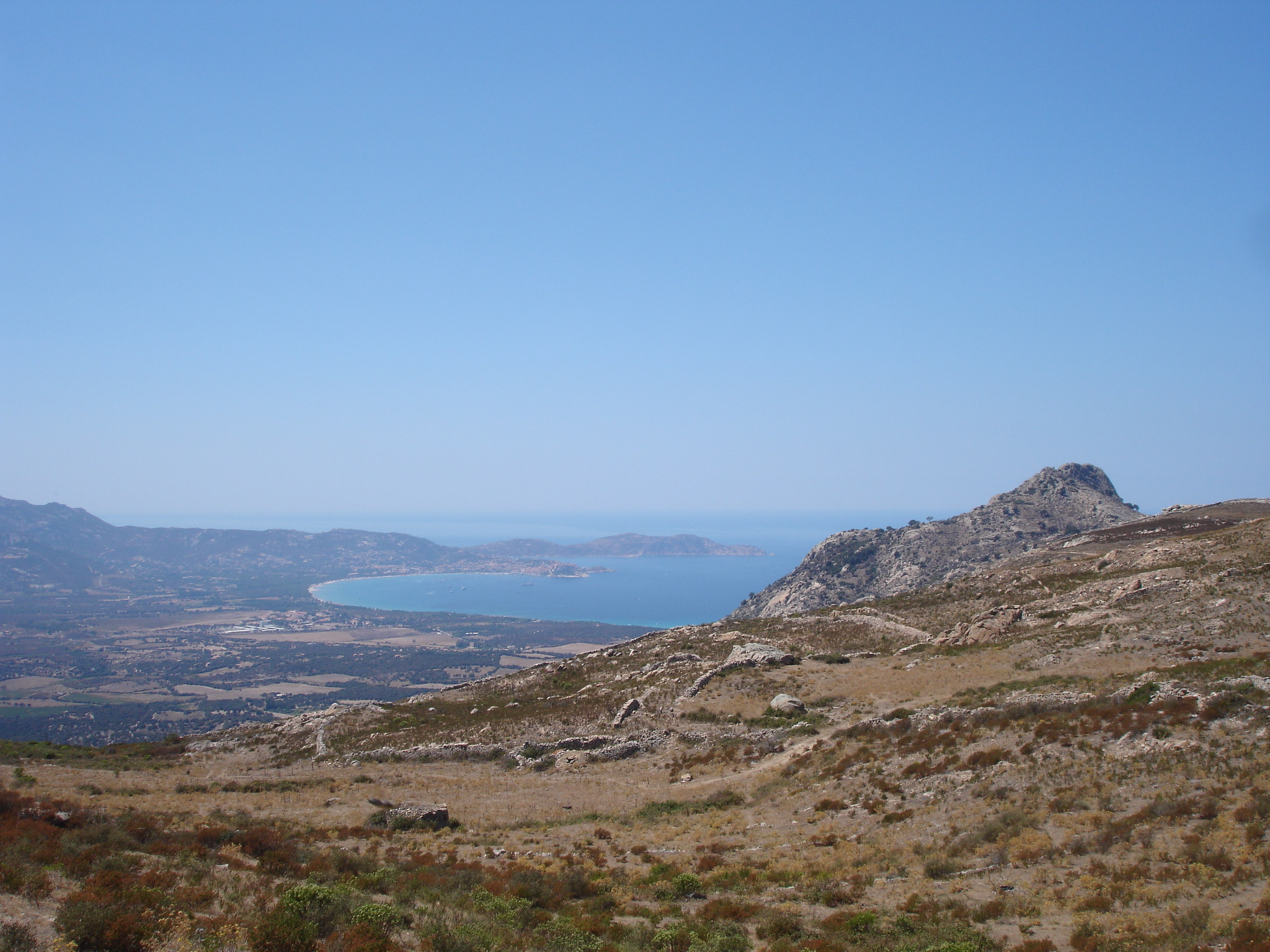
La baia di Calvi

La storia geologica della Corsica trae le sue origini circa 100 milioni di anni fa, quando l'apertura dell'Oceano Atlantico settentrionale mette in moto un complesso meccanismo di rotazione e compressione reciproche tra le grandi placche africana ed eurasiatica che, tra l'altro, determinerà il sollevarsi delle Alpi.
I fenomeni di subduzione della crosta interposta tra le due placche originarono un arco magmatico attivo tra 35 e 13 milioni di anni fa lungo la costa che va attualmente dalla Catalogna alla Liguria, i cui prodotti, frattanto trasformati in graniti cristallini, affiorano oggi prevalentemente in Provenza (massiccio dell'Esterel, tra Cannes e Fréjus), sulla costa sud-occidentale còrsa e su quella nord e nord-occidentale sarda. Circa 30 milioni di anni fa, infatti, una frattura attraversò quest'arco, determinando il distacco della microplacca che comprendeva le attuali Sardegna e Corsica (allora più vaste e unite) a Nord-Est e, più a Sud-Ovest, del complesso delle Baleari e la rotazione della placca sardo-corsa in senso antiorario, determinando così, per strizzamento, il sollevamento dal mare della catena degli Appennini e delle Alpi Apuane. A questo fenomeno, che portò a migrare Sardegna e Corsica e a raggiungere la loro posizione attuale circa 6-7 milioni di anni fa, si aggiunse più tardi la tensione di apertura del Mar Tirreno, venendo a creare la conformazione della Corsica, descritta di seguito.
Tutta la porzione occidentale della Corsica, compresa la catena montuosa che taglia l'isola da nord-ovest e sud-est, è essenzialmente costituita da un blocco di rocce cristalline e graniti sollevato dalla placca nordafricana. Attraversata da numerose fratture perpendicolari allo spartiacque principale, tale porzione occupa oltre 2/3 dell'isola.

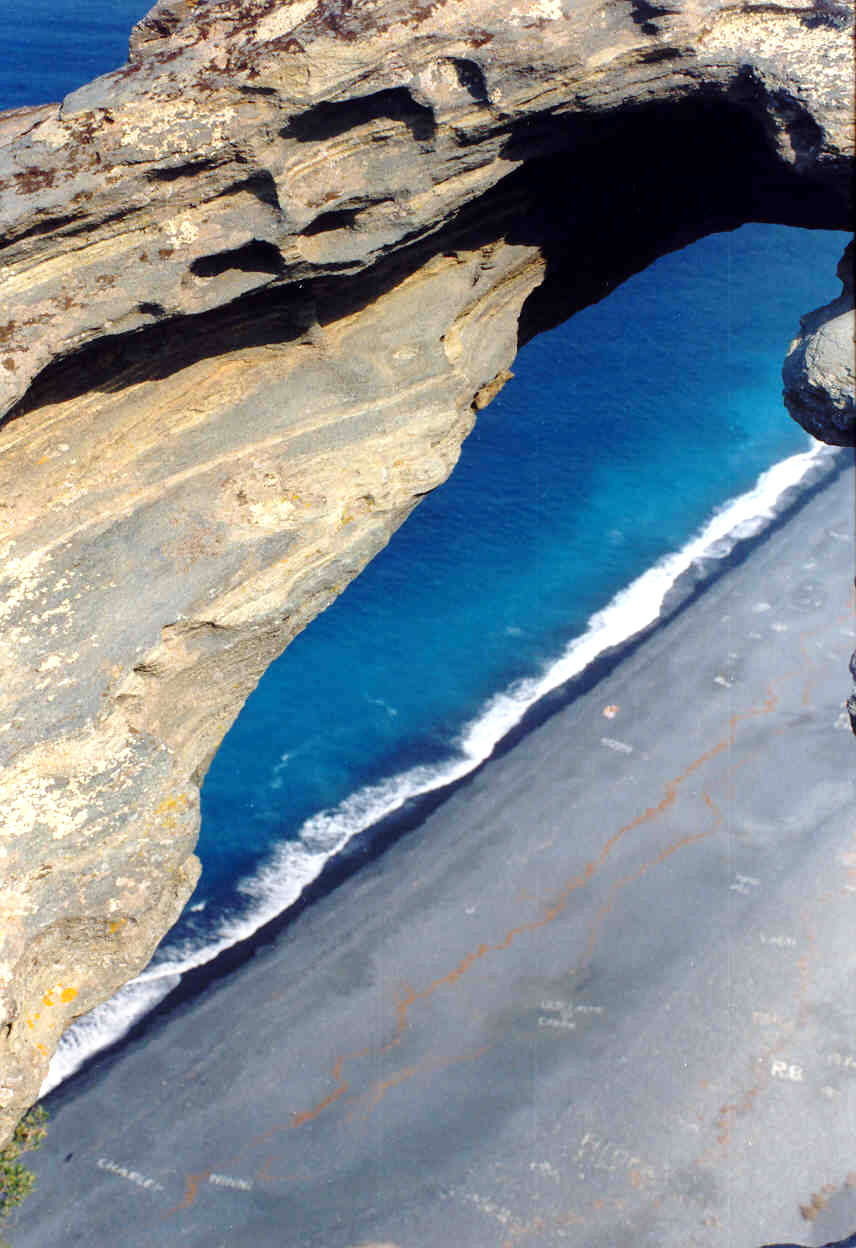
Spiaggia di Nonza, nel Nord della Corsica, importante meta turistica

Lungo lo spartiacque si incontrano le cime più elevate di Corsica, con l'eccezione della più alta, il Cinto, leggermente dislocato sul versante Est. A ovest dello spartiacque una profonda frattura arcuata corre da San Fiorenzo e dalla foce del fiume Ostriconi sino a Solenzara passando per Corte.
Oltre la frattura si trovano soprattutto scisti del Triassico, i maggiori dei quali costituiscono la catena del Capo Còrso (Monte Stello, 1306 m) e il massiccio della Castagniccia (Monte San Petrone, 1767 m). A nord, tra la valle dell'Ostriconi e San Fiorenzo, la piattaforma del cosiddetto Deserto delle Agriate (Désert des Agriates), è costituita da un elemento granitico inglobato negli scisti.
Procedendo ancora verso la costa orientale gli scisti si immergono verso il Tirreno, secondo una faglia arcuata verso est che procede da Bastia a Solenzara, lungo la quale si aprono due pianure alluvionali che recano tracce di depositi post-glaciali, unite da una sottile fascia costiera continua larga 2 km nel più stretto. La più vasta, a sud, raggiunge i 14 km verso Aleria, ed è attraversata dai fiumi Tavignano e Fiumorbo. Quella a nord, presso Bastia, ospita la foce del fiume Golo, il maggiore della Corsica.

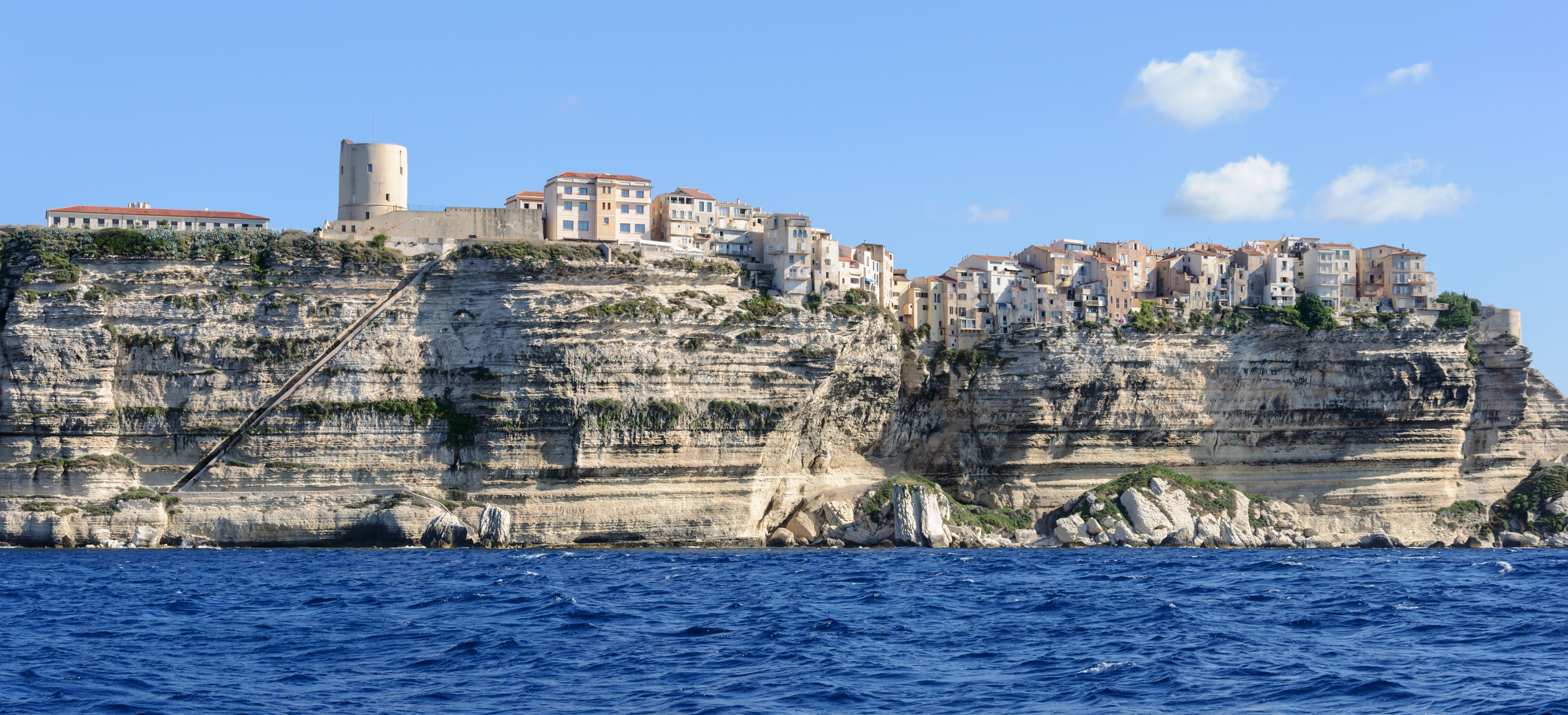
Le scogliere di Bonifacio

Gli unici terreni calcarei dell'Isola, di piccola estensione, sono situati a est del golfo di San Fiorenzo, presso la base del Capo Còrso, e all'estremo Sud, presso Bonifacio, ove vanno a costituire le spettacolari scogliere bianche e il fiordo che coronano la città.
Frequenti fratture perpendicolari al suo spartiacque segnano la catena del Capo Còrso, dando origine alla caratteristica antropizzazione della micro-regione, ove i piccoli centri abitati sono raccolti attorno ai bacini torrenziali ospitati nelle spaccature trasversali con abitazioni sparse verso le cime e la parte principale del villaggio presso la foce del torrente.
La Castagniccia, a sua volta, è divisa in una decina di bacini torrenziali le cui creste sono disposte grosso modo a stella attorno alla zona centrale e più elevata. Lungo le creste sono dispersi in una miriade di piccole e piccolissime frazioni quasi tutti i villaggi della zona: le profonde vallate, d'altra parte, negando il sole al loro interno, scoraggiano l'insediamento verso il basso. L'asprezza dei rilievi è tale che centri distanti in linea retta un paio di km al massimo sono uniti da tortuose strade lunghe spesso non meno di 10-15 km. Tale situazione ha dato origine, per ragioni pratiche, alla tradizione, antichissima tra i pastori, di richiami cantati che sono stati recuperati da gruppi di musica etnica e portati a rappresentare esempi di musica di notevole livello. Situazioni orografiche simili hanno dato luogo a simili insediamenti e tradizioni anche sui rilievi tra il Capo Còrso e la Castagniccia, sulle Colline del Nebbio (a sud di Calvi) e nelle Pievi che gravitano attorno al Fiumorbo.

### Clima

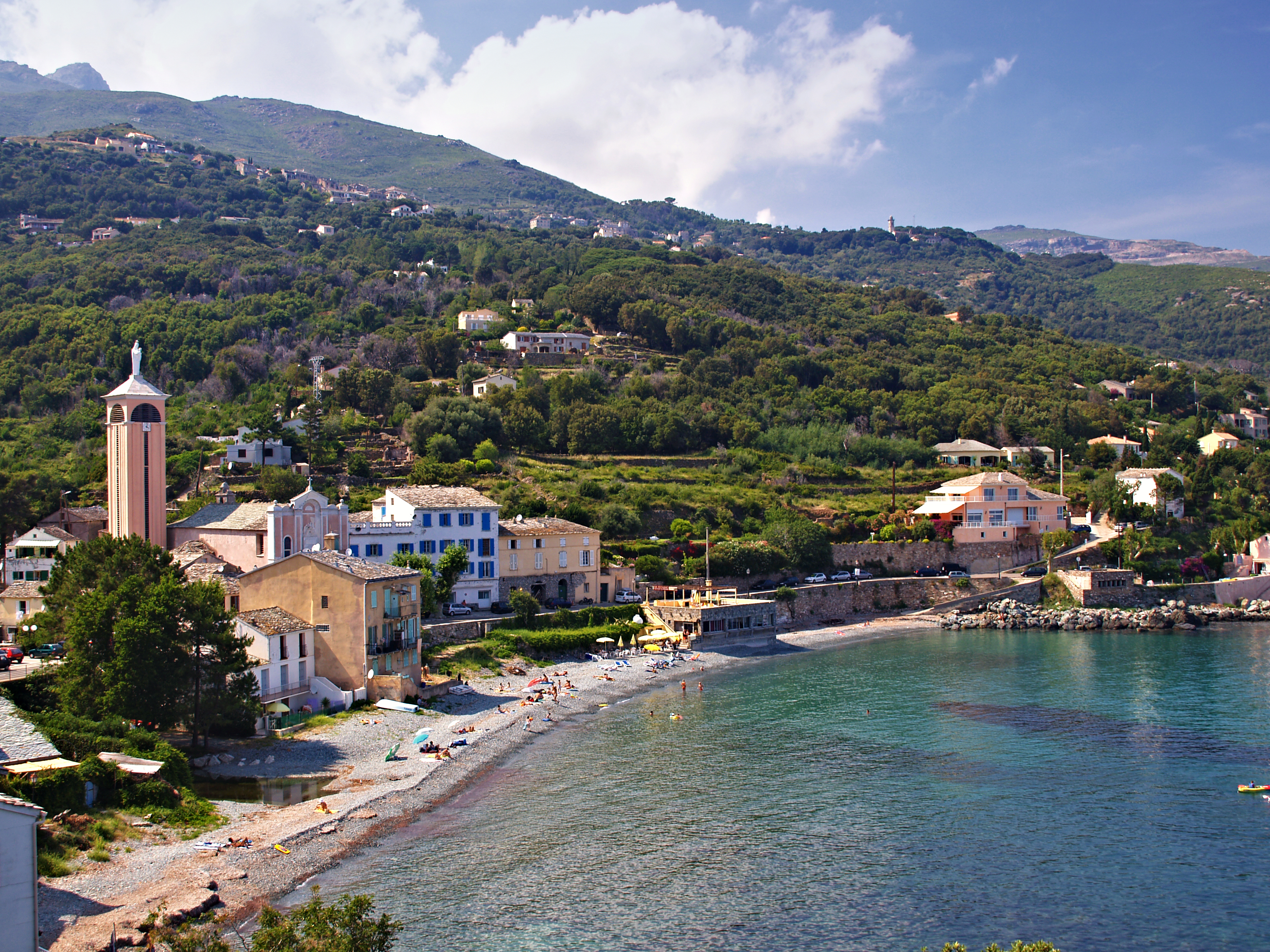
Brando

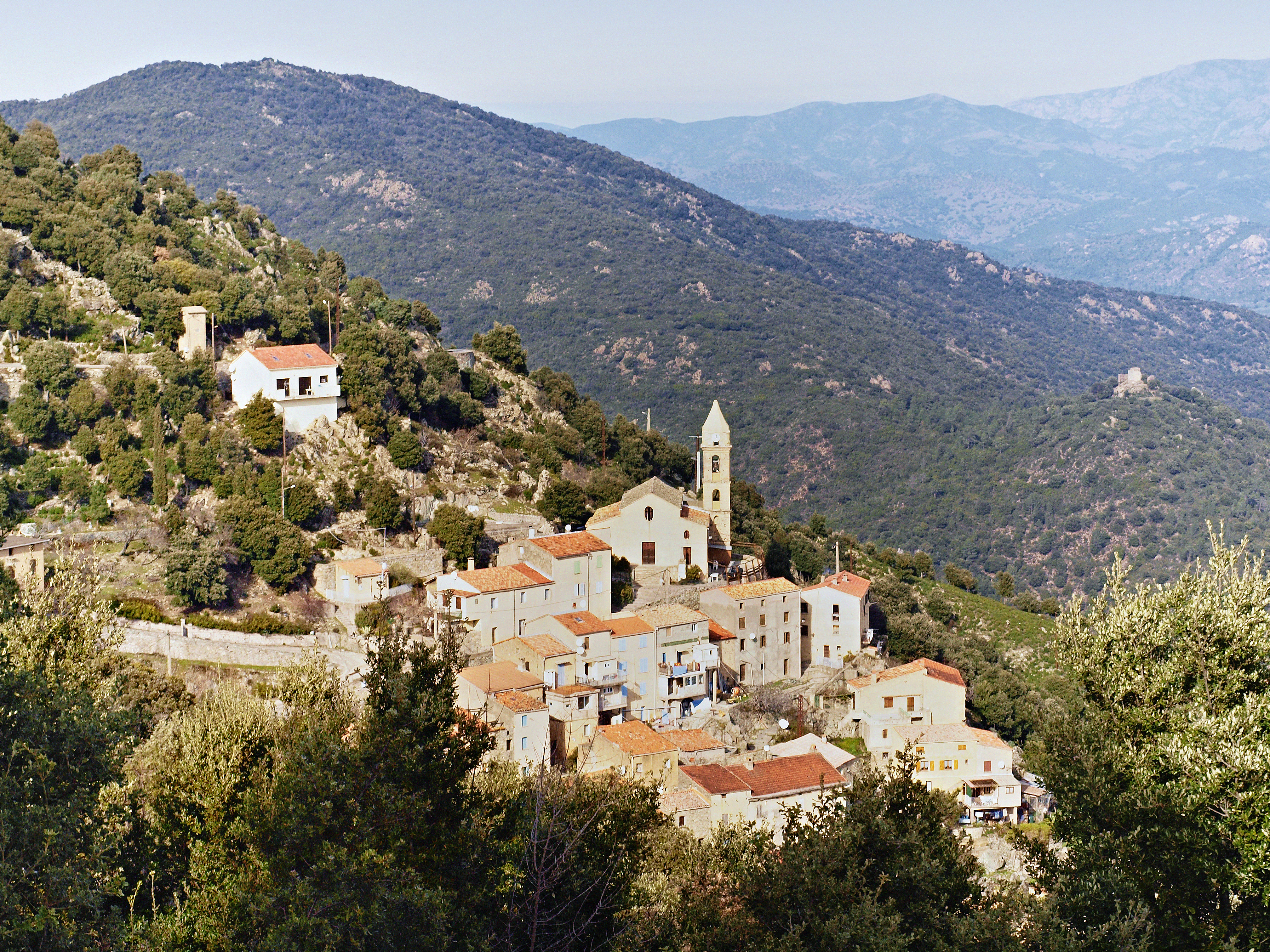
Prato di Giovellina

Il clima della Corsica è generalmente di tipo mediterraneo, con estati calde e secche e inverni miti e piovosi lungo la fascia costiera, più freddi e nevosi sulle montagne dell'interno, in funzione dell'altitudine.
La temperatura media annuale (12 °C) è poco indicativa, in quanto l'isola ospita numerosi microclimi determinati dalla propria tormentata struttura orografica: sono tuttavia sempre dominanti la luminosità e l'insolazione tipiche del Mediterraneo. La temperatura media annuale delle coste è di 16,6 °C con una media invernale di 7/8 °C e una media estiva di 25 °C.
Le precipitazioni sono concentrate in autunno e inverno (novembre è il mese più piovoso), mentre il periodo da giugno a ottobre è caratterizzato da una forte siccità con scarsissime possibilità di pioggia.
I venti più comuni sono il maestrale da nord-ovest, che a volte raggiunge velocità molto elevate sul mare verso Bonifacio (in còrsu: «Bunifaziu»), battuta pure da un potente libeccio (da sud-ovest) e dallo scirocco (da sud-est).
Di seguito sono indicate le stazioni meteorologiche ufficiali dell'Organizzazione Meteorologica Mondiale presenti in Corsica; le loro ubicazioni sono sia presso le principali aree aeroportuali sia presso i più importanti fari costieri presenti sull'isola:
- Stazione meteorologica di Ajaccio Campo dell'Oro;
- Stazione meteorologica di Ajaccio La Parata;
- Stazione meteorologica di Alistro;
- Stazione meteorologica di Bastia;
- Stazione meteorologica di Calvi;
- Stazione meteorologica di Capo Cavallo (dismessa);
- Stazione meteorologica di Capo Corso;
- Stazione meteorologica di Capo Pertusato;
- Stazione meteorologica di Capo Sagro;
- Stazione meteorologica di Figari;
- Stazione meteorologica di Isola Rossa;
- Stazione meteorologica di Porto Vecchio-La Chiappa;
- Stazione meteorologica di Solenzara.

## Parchi naturali
Il Parco naturale regionale della Corsica, creato nel 1972, interessa quasi un quarto del territorio dell'isola (circa 2000 km²) e permette la conservazione del paesaggio e di numerose specie animali e vegetali, alcune delle quali rare e peculiari della Corsica.

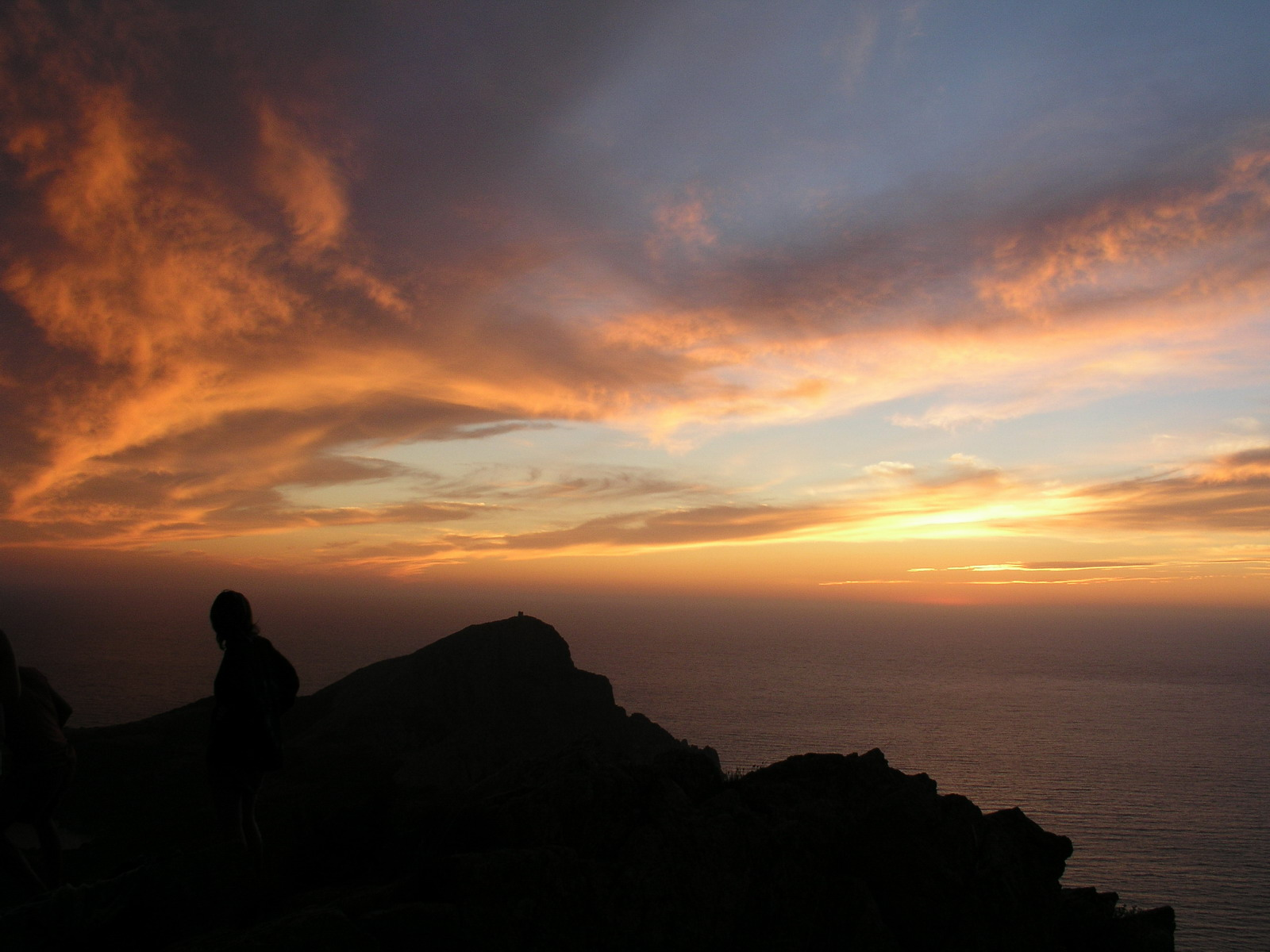
Tramonto nella regione dei Calanchi

Il Parco si sviluppa lungo la dorsale montuosa che attraversa l'isola da NO a SE e include – oltre alla riserva naturale di Scandola (posta sotto il patrocinio dell'UNESCO) - anche zone pedemontane e marine, come il golfo di Porto, coronato dagli spettacolari Calanchi, o gli stagni litoranei della costa orientale.
Durante oltre trent'anni il Parco ha avuto un ruolo chiave nel recupero del territorio attraverso la ripresa della secolare coltura del castagno, la protezione antincendio, il recupero di dozzine di ovili e stazzi, il riavviamento di mulini ad acqua, il restauro di monumenti e lo sfruttamento di giacimenti archeologici, dando nuovo impulso all'insediamento nell'interno e favorendo lo sviluppo dell'artigianato locale.
Lungo lo spartiacque del Parco corre per circa 180 km, il sentiero escursionistico GR 20 (Grande Randonnée 20), che unisce Calenzana (Balagna, verso Calvi) a Conca (verso Porto Vecchio), sulla costa sud-orientale dell'isola. Il tracciato si sviluppa spesso oltre i 2000 m, ed è percorribile interamente solo da luglio a ottobre, a causa del forte innevamento che interessa le aree centrali. L'intero percorso richiede almeno due settimane per essere completato, ma può essere diviso in tappe con soste nei rifugi.

## Cultura

### Lingue e dialetti

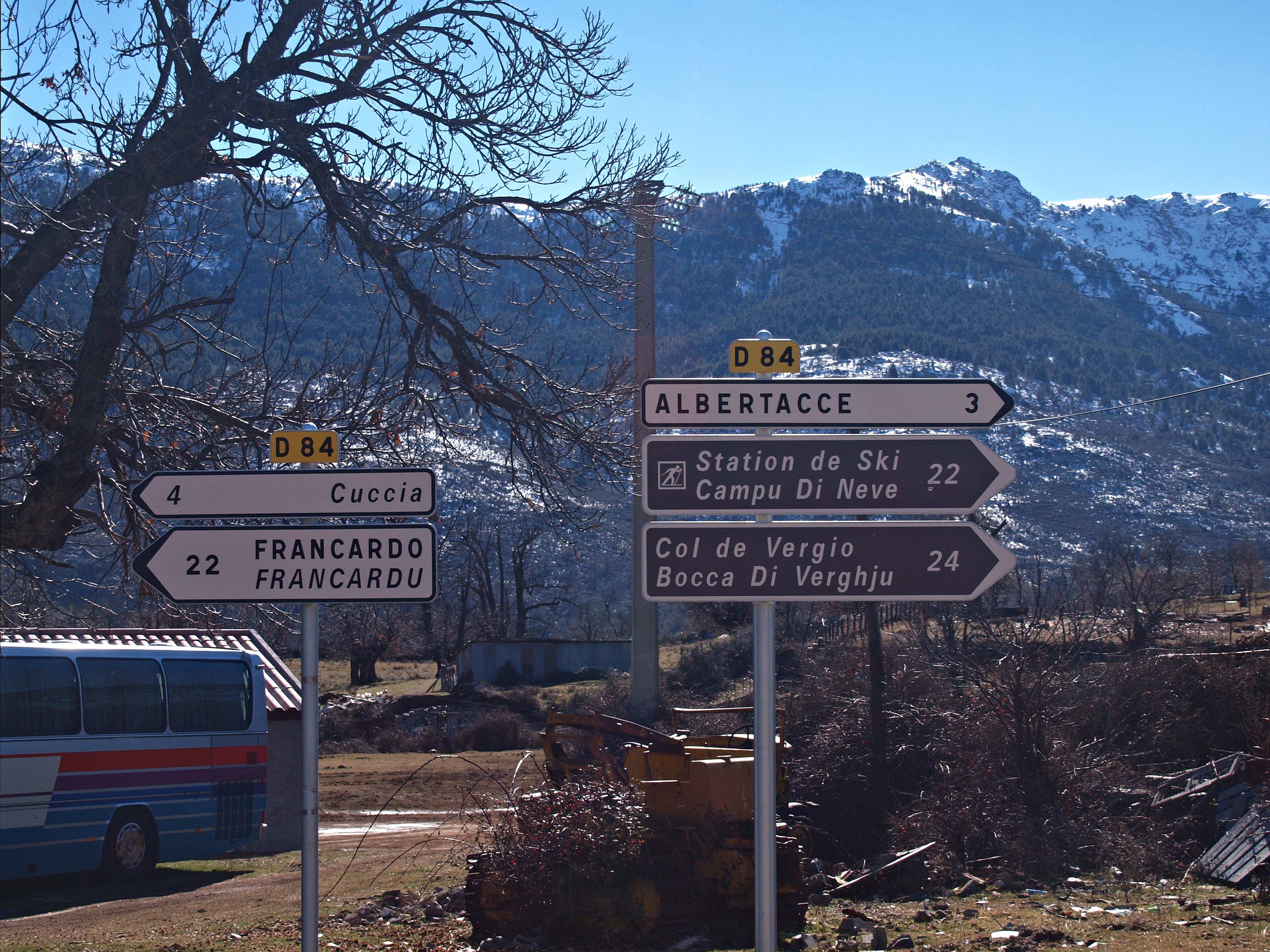
Cartelli stradali bilingue. I nomi di località usano la denominazione dell'IGN e - se differente - quella in corso; quelli turistici sono in francese e corso.

L'italiano fu lingua ufficiale dell'isola fino al 9 maggio 1859: da allora lo divenne infatti il francese, dando inizio a un processo di assimilazione linguistica che, proseguendo ancor oggi, investì l'italiano e il corso, idioma afferente all'area romanza e appartenente al gruppo dei dialetti toscani.
Il corso viene comunemente distinto in due macro-varianti principali:
- il cismontano (supranacciu), nei due terzi settentrionali dell'isola (Bastia, Corte, Calvi, Isola Rossa, Aleria, Cervione, Vico, San Fiorenzo, Rogliano), che risente di forti influssi toscani ma costituisce la variante più diffusa e standardizzata[senza fonte]; il dialetto parlato a Bastia, sulla costa nord-orientale e soprattutto nella penisola del Capo Corso, è tra l'altro la varietà più affine all'italiano standard e forse l'idioma più simile a esso, subito dopo il dialetto fiorentino;
- l'oltremontano (suttanacciu), nella parte meridionale (Ajaccio, Sartene, Porto Vecchio, Propriano, Zicavo) dell'isola, che specie nelle sue versioni meridionali costituisce la variante più arcaica e conservativa del corso, fortemente imparentata col gallurese (gadduresu) del nord Sardegna, ivi portato dai marinai e coloni corsi, e col sassarese (sassaresu), nato da un substrato comune al corso ma evolutosi autonomamente.

A Bonifacio e a Calvi è poi presente un'isola linguistica del ligure coloniale (bunifazzinu), tuttora insegnato (ma facoltativo) nelle scuole primarie. I già citati idiomi sardo-corsi del Nord della Sardegna (gallurese e sassarese) presentano notevoli affinità lessicali e grammaticali con i dialetti della Corsica meridionale: in particolare, il gallurese parlato in Gallura nel Nord-est dell'isola (circondario di Tempio Pausania e a La Maddalena) può essere classificato come una variante del corso meridionale. Presenta inoltre forti influenze corse anche l'ormai estinto dialetto della vicina isola di Capraia.
Dal 2002 è intervenuta una disciplina organica in base alla quale la lingua corsa è inserita nell'orario normale di insegnamento delle scuole elementari della Corsica. Tale insegnamento non deve tuttavia avere carattere obbligatorio e non deve condurre a una disparità di trattamento tra gli studenti.
Al còrso è riconosciuto lo status di lingua regionale francese e, il 17 maggio 2013, l'Assemblea della Corsica ha votato la co-ufficialità di còrso e francese con 36 voti a favore e 11 astenuti, mentre 4 erano assenti. Purtuttavia, è da notare a tal riguardo il fatto che la Francia - al pari dell'Italia - ha firmato, ma non ancora ratificato, la carta europea delle lingue regionali o minoritarie.

### Musica
La tradizione musicale corsa è molto legata alla polifonia, della quale è un esempio il diffuso canto tradizionale detto Paghjella.
Sono vivi in Corsica numerosi complessi polifonici, tra i quali spiccano:
- Alte Voce
- A filetta
- L'Arcusgi
- Barbara Furtuna
- Canta U Populu Corsu
- Vitalba
- Giramondu

- I Campagnoli
- I Chjami Aghjalesi
- I Muvrini
- I Surghjenti
- Orizonte
- Voce Ventu
- Diana di l'Alba

e i cantanti e/o cantautori:
- Alizée
- Felì
- Charles Rocchi
- Antoine Ciosi
- Tino Rossi
- Battista Acquaviva

- Diana Saliceti
- Patrizia Gattaceca
- Petru Baghioni
- Petru Guelfucci
- Jean-Paul Poletti
- Tony Toga
- Stéphane Casalta

### Cinema
In Corsica è stato girato nel 1991 dalla Rai il film collettivo Corsica.

## Economia e trasporti

### Collegamenti marittimi

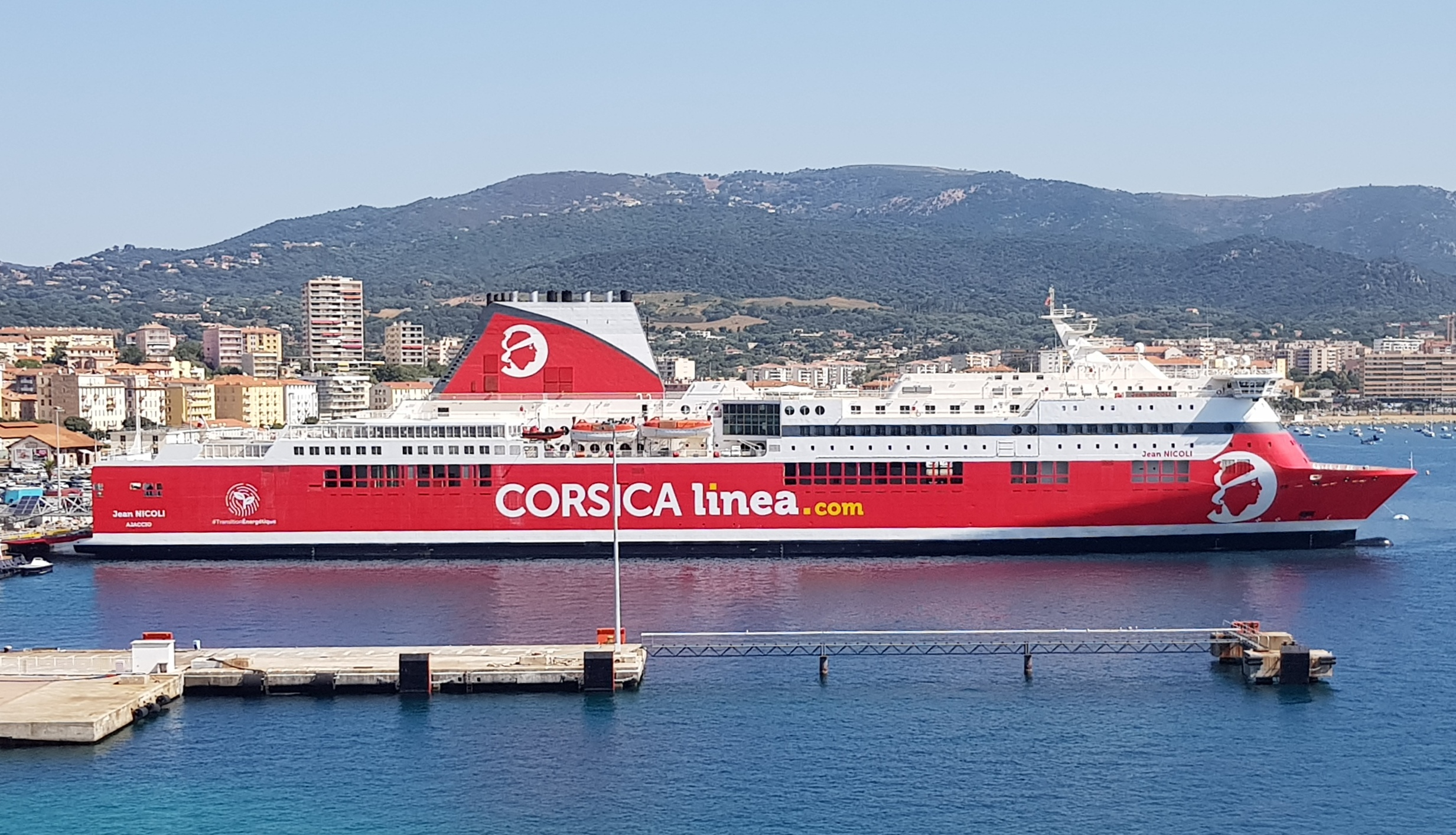
Traghetto nel porto di Ajaccio

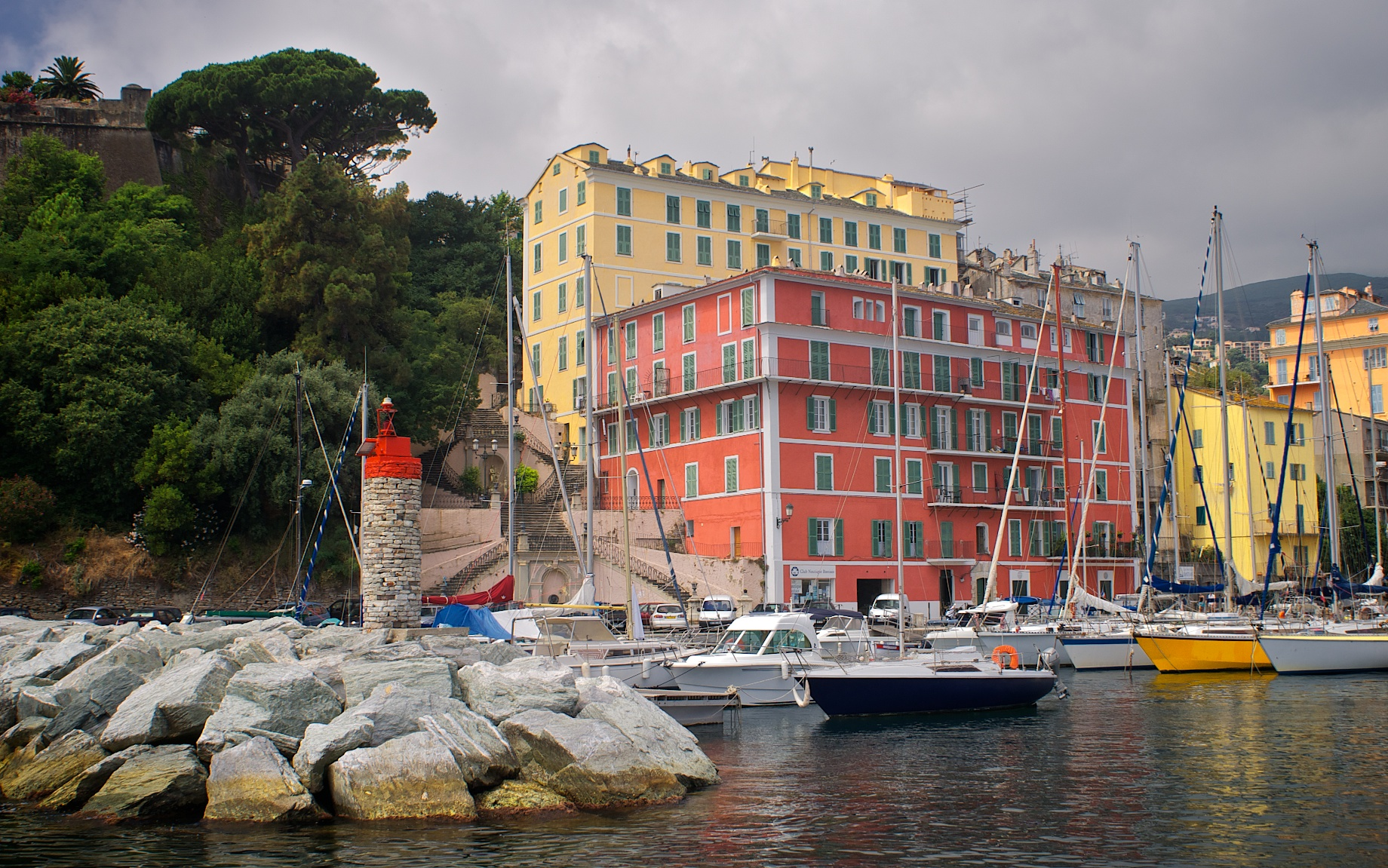
Bastia, il porto vecchio

La Corsica è regolarmente servita da linee di navigazione che la collegano quotidianamente alla Francia, principalmente coi porti di Tolone, Marsiglia e Nizza. I collegamenti con l'Italia, relativi ai porti di Genova, Livorno, Savona Vado, Porto Torres, Piombino, Santa Teresa di Gallura (Sardegna) e Portoferraio (Isola d'Elba), sono limitati e, sulla maggior parte delle tratte, esclusivamente stagionali. Le principali società di navigazione che servono l'isola sono:
- Corsica Linea, impresa privata francese,
- Corsica Ferries Sardinia Ferries, impresa privata italo francese,
- Ichnusa Lines, impresa privata italiana,
- Moby Lines, impresa privata italiana,
- Compagnie méridionale de navigation (CMN), impresa privata francese.

Accanto ai porti principali dell'isola, a Bastia, Aiaccio e Isola Rossa, s'affiancano, soprattutto per l'afflusso turistico e diportistico, quelli di Bonifacio, di Propriano, di Calvi e di Porto Vecchio.

### Aeroporti
Nell'isola vi sono sette aeroporti civili e uno militare:
- Bastia-Poretta
- L'Aeroporto di Ajaccio Napoleone Bonaparte (ex Campo dell'Oro)
- Corte
- Calvi-Santa Caterina
- Figari-Corsica del Sud
- Propriano-Tavaria
- Ghisonaccia-Alzitone
- Ventiseri-Solenzara (militare)

Non vi sono relazioni dirette e quotidiane che con la Francia, gestite in gran parte dalla compagnia di bandiera francese, Air France, e dalla sua consociata Air Corsica, cui si aggiungono numerosi voli charter che legano l'isola ai principali scali europei durante la stagione estiva. I collegamenti aerei con l'Italia sono stagionali, in particolare con il volo da Bastia-Poretta per Roma Fiumicino.

### Ferrovie

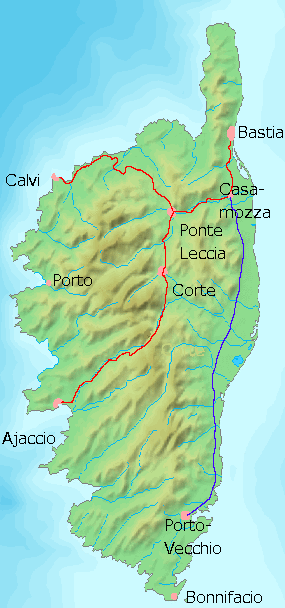
Rete ferroviaria còrsa; in blu il tratto dismesso dalla II guerra mondiale

La rete ferroviaria dell'isola è attualmente gestita dalla CFC (Chemins de fer de Corse; Caminu di Ferru di Corsica), una società controllata dalla SNCF (Société nationale des chemins de fer français) e collega Bastia ad Aiaccio passando per Corte, nei cui pressi (Ponte Leccia) si stacca un ramo secondario che serve Calvi.
Sino alla metà del XX secolo una terza linea collegava Bastia a Porto Vecchio seguendo la costa orientale (con progetto per giungere a Bonifacio), ma tale tracciato è stato dismesso a seguito delle distruzioni subite durante la seconda guerra mondiale e mai riparate.
La CFC fu creata nel 1983 a seguito della forte protesta popolare che si oppose al progetto di chiusura totale dei 231 km di rete rimasti in servizio, portato avanti dalle ferrovie francesi.

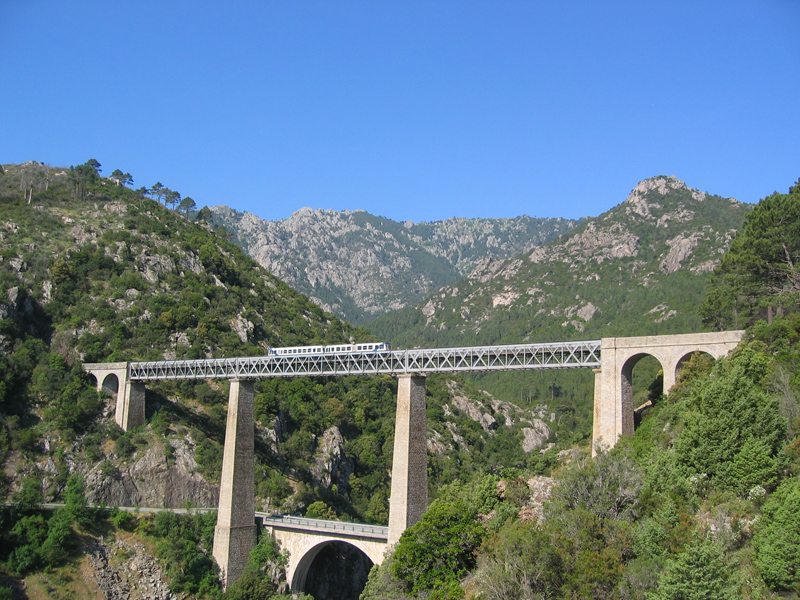
Ponte ferroviario delle ferrovie còrse realizzato da Gustave Eiffel

Quando furono realizzate, negli ultimi decenni del XIX secolo, le ferrovie di Corsica rappresentarono una sfida ingegneristica di prim'ordine, poiché l'asprezza del territorio rendeva necessario sorpassare innumerevoli ostacoli naturali con la realizzazione di numerosi viadotti e gallerie (l'ing. Gustave Eiffel, celebre per la sua omonima torre parigina, ha realizzato l'ardito ponte in ferro di u Vecchju tra Vivario e Venaco). Per superare le forti pendenze e gli stretti raggi di curvatura imposti dall'orografia montuosa dell'isola fu necessaria l'adozione di uno scartamento ridotto (distanza tra le rotaie di 1000 mm).
Il binario unico lungo il quale si svolgono le linee rimaste in servizio (e la più ridotta capacità caratteristica dello scartamento ridotto) limitano lo sfruttamento della ferrovia essenzialmente al traffico passeggeri, intensificato nel periodo estivo da originali proposte turistiche che permettono di valorizzare al meglio u Trinighellu ("il trenino") per gli spettacoli unici e mozzafiato che può offrire attraversando le ripide vallate che tagliano le montagne còrse.

### Rete stradale
Salvo alcune eccezioni, come il collegamento Bastia-Ajaccio e alcuni tratti meglio curati lungo la piana orientale tra Bastia e Porto-Vecchio e tra Aleria e Corte, la gran parte delle comunicazioni interne è disimpegnata dalle Route territoriale della Corsica, strade tortuose, strette e sovente prive di banchine e adeguate protezioni.
Per buona parte le strade tra un paese e l'altro ricalcano fedelmente tracciati antichi e anche su qualche arteria riadattata più di recente sono ancora in uso ponti costruiti durante il periodo genovese, mentre alcuni dei passi che separano Cismonte e Pomonte sono tuttora attraversati da strade a volte larghe appena più di tre metri.
Non è infrequente dover attraversare guadi asfaltati (che diventano immediatamente intransitabili alla prima piena del torrente che attraversano) per raggiungere qualche paese e questa circostanza, assieme alle intense nevicate che investono la Corsica interna d'inverno, rende non infrequente l'isolamento di diverse località per giorni e giorni o l'impraticabilità di molti passi montani.
Estremamente suggestive dal punto di vista paesaggistico, col loro ricalcare fedelmente il profilo orografico e la loro manutenzione non sempre sufficientemente frequente, le strade della Corsica, se da un lato rendono difficili i collegamenti, costringendo a lunghi tempi di percorrenza, dall'altro prevengono l'antropizzazione eccessiva del territorio e aiutano a preservarlo dall'impatto del turismo estivo.

### Economia
La Corsica è una delle regioni francesi più povere e più svantaggiate da un punto di vista economico, malgrado il notevole sviluppo del turismo nell'ultimo dopoguerra.
Il prodotto interno lordo (PIL) della regione nel 2003 è stato pari a 5 455 milioni di Euro, di gran lunga il minore tra tutte le regioni francesi (il penultimo, quello del Limousin è quasi tre volte maggiore, 15 408 milioni di Euro), ed è pari ad appena lo 0,35% del totale della Francia metropolitana (1 560 192 milioni di Euro). Anche considerando il PIL per abitante, la Corsica resta il fanalino di coda, con 20 149 Euro (penultimo il Languedoc-Roussillon, 20 279 Euro), un dato impressionante (-5 842 Euro) se paragonato alla media nazionale, pari a 25 991 Euro.
Se si fa l'eccezione della microregione del Capo Còrso e di qualche piazzaforte costiera, la Corsica non ha avuto in epoca moderna, come la vicina Sardegna, una vera e propria vocazione marittima, affidandosi per lo più (e sino a epoche recenti) a un'economia basata su un'agricoltura e una pastorizia (capre e pecore) quasi esclusivamente di sussistenza, anche se Genova, in particolare, prese misure atte a favorire lo sviluppo delle colture boschive (soprattutto castagni e pini larìci) che fornivano ottimo legname per costruzioni anche navali. I castagneti di Corsica, ancora oggi molto estesi, costituivano inoltre un'importante risorsa alimentare (è tuttora diffusa e tipica della gastronomia còrsa la pulenda di farina di castagne).
Dopo la conquista francese vi fu anche in Corsica il tentativo, come altrove, di introdurre le nuove tecniche di coltivazione razionale che venivano via via sviluppate, ma la forte emigrazione finì per rendere vana gran parte degli sforzi diretti a mettere a frutto le terre dell'isola.
Tale situazione si trascinò sostanzialmente sin sul finire degli anni cinquanta del XX secolo, quando furono varati da Parigi i primi piani organici di sviluppo e valorizzazione agricola, diretti essenzialmente alla bonifica e alla messa a profitto delle terre della piana orientale tra Bastia e Solenzara, soprattutto per l'impiantazione di estesi vigneti e frutteti (da segnalare una buona produzione di clementine oltre ad alcuni vini a denominazione d'origine). Ancora oggi queste coltivazioni costituiscono, assieme al comparto edilizio, uno dei più importanti settori produttivi dell'isola, mentre l'allevamento (soprattutto ovino) ha uno scarso rilievo economico.
Pochissimo sviluppato è anche il settore manifatturiero, legato a piccoli nuclei industriali concentrati soprattutto attorno a Bastia. Da segnalare – in tempi recenti – l'apertura di uno stabilimento di componentistica aeronautica e il discreto successo di una distilleria che produce un'originale birra còrsa aromatizzata alla castagna oltre alle attività industriali legate alla produzione agricola e alla conservazione e trasformazione dei suoi frutti.
Dopo vari tentativi di sfruttamento minerario, soprattutto a cavallo tra XIX e XX secolo, questo settore, rivelatosi non adeguatamente redditivo, è stato ormai del tutto abbandonato.
L'altra grande risorsa economica còrsa, il turismo, attivo quasi esclusivamente durante l'estate, non fornisce un reddito distribuito in modo omogeneo né sul territorio (gran parte dell'interno ne è pressoché tagliato fuori), né nell'arco dell'anno. Anzi, non esistendo tutele territoriali del mercato del lavoro, il settore, operando solo alcuni mesi l'anno, richiama un notevole numero di lavoratori stagionali dalla Francia continentale senza riuscire a impiegare stabilmente la forza lavoro locale. Lo sfruttamento industriale del turismo, inoltre, genera continue tensioni (a esso sono legati anche numerosi attentati dinamitardi, tesi per lo più a bloccare iniziative speculative di cementificazione delle coste) legate al mancato reinvestimento nell'isola dei proventi assicurati dall'iniziativa francese ed europea (con qualche significativa presenza italiana) in tale settore.

#### Imprese
Al primo gennaio 2004 esistevano in Corsica poco più di 20 000 imprese, 80% circa delle quali operanti nel settore terziario. Nel complesso circa il 25% degli stabilimenti è a carattere commerciale e il 50% dedicato ai servizi, in gran parte rappresentati da alberghi e ristoranti, con scarsa presenza nel settore dei servizi alle imprese. Le imprese sono abbastanza equamente distribuite nei due dipartimenti che compongono l'isola, con polarizzazione attorno ai maggiori centri dipartimentali (Bastia e Ajaccio) e in genere sulle coste interessate dallo sviluppo turistico e agricolo.
Solo l'8% degli stabilimenti è a carattere industriale-produttivo (due terzi dei quali afferiscono al settore agroalimentare), mentre il 15% rimonta al settore delle costruzioni edilizie. La grande maggioranza delle imprese sono piccole e piccolissime: il 59% non ha dipendenti salariati e il 95% ne hanno meno di dieci. Le imprese più grandi (che però hanno subito un incremento numerico pari quasi al 50% tra 2000 e 2004) operano quasi tutte nel terziario. Tra il 1999 e il 2004 si è registrato un incremento del 17% nel numero complessivo delle imprese e, scomponendo il dato, vi si segnala una crescita del 23% tra quelle del settore edilizio e, nel settore dei servizi, un aumento significativo nei settori immobiliare e dei servizi alle imprese.

## Società

### Evoluzione demografica
Anche a causa della sua natura montuosa e povera di fertili pianure, la Corsica non è mai stata molto popolata.
In epoca antica, la popolazione venne valutata in 30 000 abitanti all'alba della colonizzazione romana, e ancora intorno alla stessa cifra nel VI secolo, essendosi – in conseguenza delle invasioni barbariche – annullato qualsiasi incremento di popolazione (che certo v'era stato, specialmente a partire dall'età Antonina e che fu valutato superare i 100 000 abitanti secondo alcune fonti).
Più tardi, i nuovi scontri e disordini che investiranno l'isola per secoli (inclusa la peste), sino al pieno controllo da parte di Genova, non consentiranno un'espansione paragonabile a quella pisana e verso metà del XVIII secolo, poco prima di far parte dello Stato francese, la popolazione censita si aggira attorno alle 120 000 anime.
In questo quadro va tenuto conto che, almeno dal XV secolo si registra una notevole emigrazione verso l'Italia, con la creazione di significative colonie, come quelle presenti in Toscana, in Tuscia, a Napoli e a Roma (ove sino alla seconda metà del XVIII secolo il Papa si avvale del corpo militare della Guardia corsa papale e si registrano un massimo di 900 famiglie corse in città, per una popolazione stimabile di almeno 3 000 persone).
Nel 1801 gli abitanti sono 164 000 e salgono a quasi 290 000 nel 1891.
La prima guerra mondiale fa quasi scomparire un'intera generazione (circa 20 000 caduti, percentualmente una cifra assai maggiore di quella sofferta da qualsiasi altro distretto francese) e l'emigrazione, - intensa sino a circa metà del XX secolo – fa il resto, causando una brusca battuta d'arresto nella crescita demografica dell'isola, che nel 1946 aveva 268 000 abitanti e nel 1975 segnava gli stessi numeri del 1891.
Il numero registrato nel 1975 include l'arrivo di circa 15 000 pied noirs, rimpatriati dall'Algeria nei primi anni sessanta del secolo scorso e installati da Parigi per lo più nella Piana Orientale, la parte più fertile dell'isola.
L'ultima stima della popolazione segnala poco meno di 350 000 a gennaio 2022, anche questo dovuto in massima parte all'immigrazione (funzionari pubblici, oltre a pensionati e lavoratori extracomunitari), mentre si registra una sempre maggiore polarizzazione della popolazione verso le uniche due vere città dell'isola, Bastia e Ajaccio, che con i rispettivi hinterland raccolgono ormai circa il 60% degli abitanti dell'intera Corsica (mentre degli altri centri solo Porto Vecchio arriva ai 10 000 abitanti).
Questo vuol dire che, al di fuori delle due capitali di distretto, il resto dell'isola è abitato da circa 110 000 persone (una densità media di circa 15 abitanti/km²).
Il numero di corsi emigrati (a diaspura) si calcola in almeno un milione, includendo anche i discendenti degli emigrati che, da metà XIX secolo agli anni trenta del successivo, hanno lasciato in massa l'isola soprattutto verso il "continente" francese, le sue colonie (in prevalenza Algeria, Marocco, Indocina) e verso l'America Latina (soprattutto Venezuela e Porto Rico, isola nella quale circa il 4% della popolazione è d'origine corsa).
Se molti corsi sono emigrati dalla loro isola, altre popolazioni hanno contribuito a un suo ripopolamento.
Oggi sono presenti in Corsica alcune migliaia di cittadini italiani. L'immigrazione italiana, facilitata da sempre oltre che dalla vicinanza dell'isola alle coste toscane e sarde, anche dall'intercomprensione naturale tra locutori di lingua italiana e corsa, è stata a lungo rilevante. Per secoli (e soprattutto nel XIX e sino all'alba del XX secolo) genti toscane, provenienti soprattutto dalle aree montane più depresse della Lunigiana e della Lucchesia emigrarono in Corsica, soprattutto verso il Cismonte e il Capo Corso, in via definitiva o regolarmente come lavoratori stagionali. In genere tali lavoratori, molto poveri, erano visti con un certo disprezzo dagli isolani e il termine "lucchese" è ancora oggi utilizzato in Corsica quale sinonimo, essenzialmente dispregiativo, di "italiano".

### Lingue
Il francese, in quanto lingua ufficiale, è compreso da pressoché tutta la popolazione corsa, tuttavia vi è una differenziazione riguardo la lingua madre e la seconda lingua. La lingua corsa, varietà dei dialetti toscani, sebbene sia compresa a vari livelli da circa il 58% della popolazione risulta poco utilizzata come lingua madre. Esiste una comunità di immigrazione magrebina recente che parla le varie tipologie di arabo come lingua madre. Esiste poi una piccolissima comunità parlante il dialetto bonifacino, rientrante nei dialetti liguri.
Lingua madre:
- 86% francese
- 10% corso
- 4% arabo
- 0,05% ligure bonifacino.

Seconda lingua (al netto del fatto che circa il 49% parla solo francese e non è bilingue):
- 37% corso
- 14% francese.

## Comuni

### Comuni più popolati

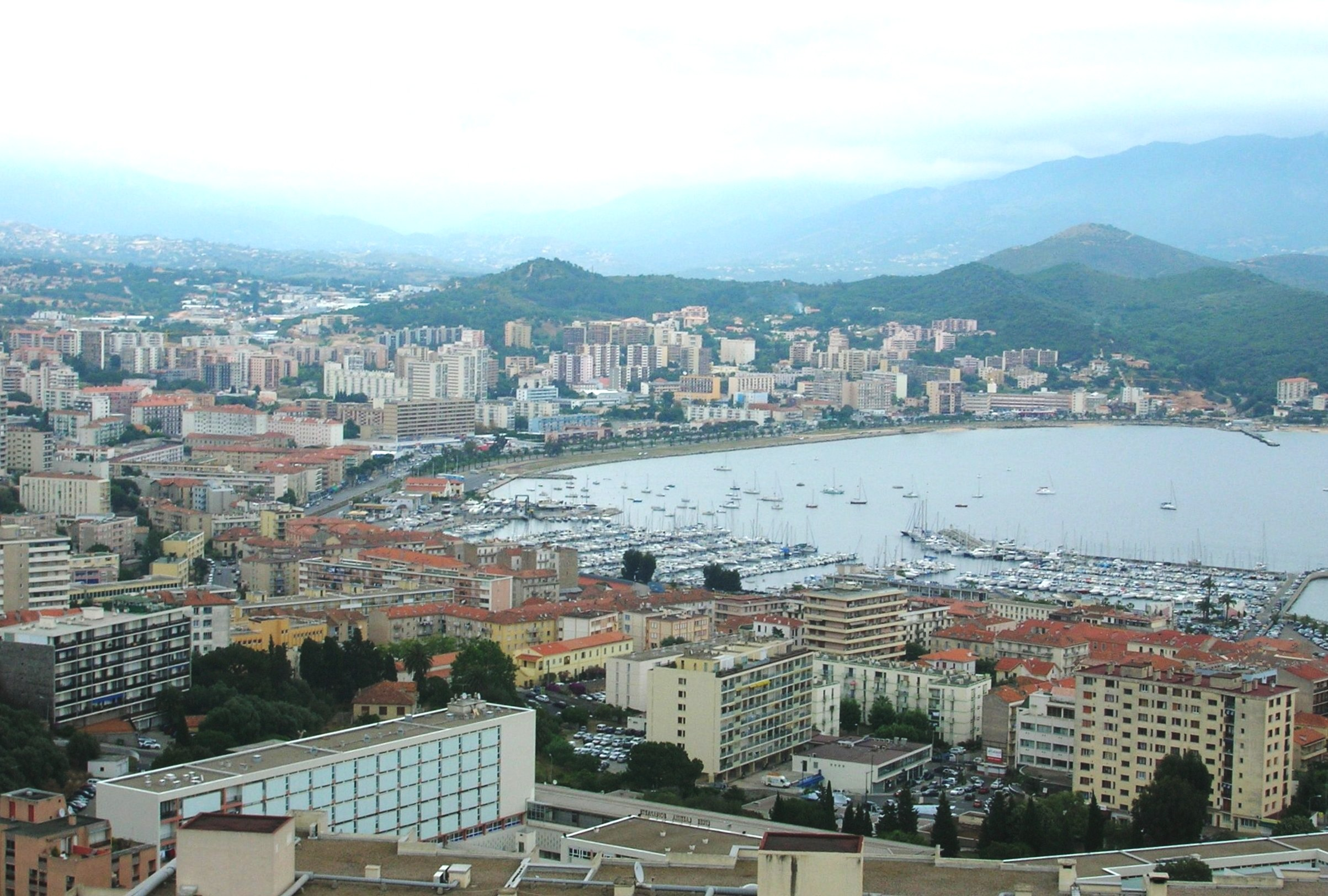
Ajaccio

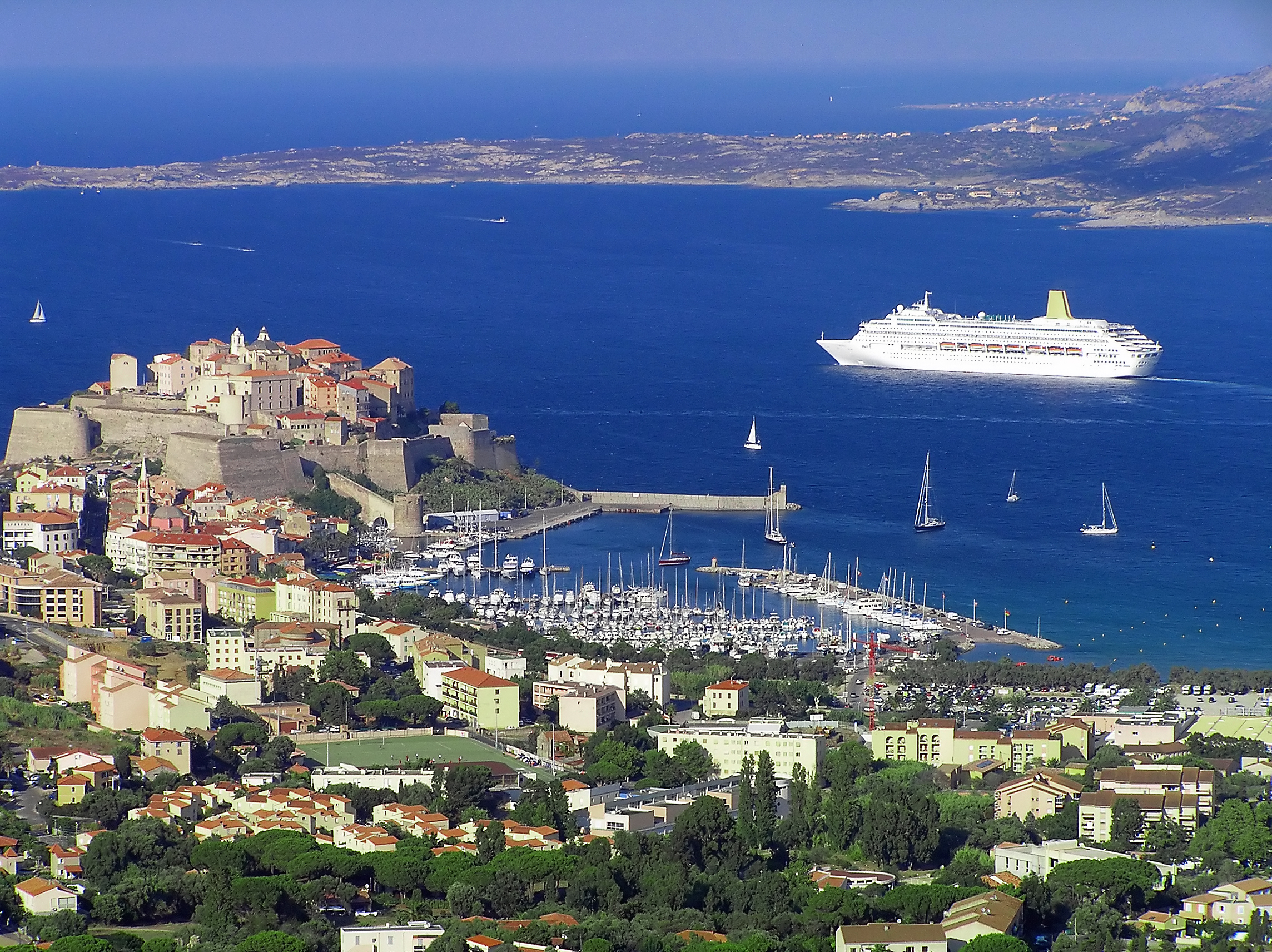
Calvi

I primi dieci comuni còrsi per numero di abitanti sono:
| Stemma        | Comune        | Abitanti | Superficie in km² | Dipartimento    |
| ------------- | ------------- | -------- | ----------------- | --------------- |
| Ajaccio       | Ajaccio       | 70 659   | 82,03             | Corsica del Sud |
| Bastia        | Bastia        | 45 715   | 19,38             | Alta Corsica    |
| Porto Vecchio | Porto Vecchio | 12 042   | 168,65            | Corsica del Sud |
| Borgo         | Borgo         | 8 760    | 37,78             | Alta Corsica    |
| Biguglia      | Biguglia      | 7 923    | 22,27             | Alta Corsica    |
| Corte         | Corte         | 7 446    | 149,27            | Alta Corsica    |
|               | Lucciana      | 5 780    | 29,16             | Alta Corsica    |
|               | Furiani       | 5 628    | 18,49             | Alta Corsica    |
| Calvi         | Calvi         | 5 559    | 31,2              | Alta Corsica    |
|               | Ghisonaccia   | 4 225    | 68,13             | Alta Corsica    |

Nel 2017 in questi dieci comuni era concentrata all'incirca la metà della popolazione della Corsica, che risultava essere complessivamente di 334 938 abitanti. Sempre nello stesso anno, il comune meno abitato dell'isola risultava Erone in Castagniccia (Alta Corsica) con solo sei abitanti.

### Etnie e minoranze straniere
Al 1º gennaio 1999 risultavano 3 116 italiani, diminuiti a 2 466 nel 2010 e aumentati fino a 4 200 nel 2012.
Al 1º gennaio 2010 risultano residenti in Corsica 26 332 cittadini stranieri, pari all'8% della popolazione corsa.
| Residenti stranieri | Popolazione 1º gennaio 2010 |
| ------------------- | --------------------------- |
| Marocco             | 10 407                      |
| Portogallo          | 6 832                       |
| Italia              | 2 466                       |
| Tunisia             | 1 684                       |
| Algeria             | 811                         |
| Spagna              | 264                         |
| Turchia             | 11                          |
| Altri paesi         | 4 668                       |
| Totale              | 26 332                      |

### Religione
In Corsica prevale da sempre la religione cattolica anche se altre credenze popolari antiche interessano l'isola fin da prima dell'affermarsi del Cristianesimo, che arriva fra il primo e il secondo secolo dopo Cristo seppur si afferma ufficialmente solo alla fine del IV secolo con Papa Gregorio I quando chiede ai monaci, nella sua lettera per l'evangelizzazione dell'isola, di "costruire [chiese, ndr], battezzare, estirpare il culto del bosco e della pietra". Il culto cristiano si diffonde inizialmente sulle zone costiere, così come avvenne per la vicina Sardegna, per poi spargersi, col passare dei secoli, anche nelle zone interne dell'isola inizialmente più refrattarie a cambiamenti e legate a riti pagani. In merito a ciò è importante ricordare che quasi tutti i santi isolani sono di origine africana (Appiano, Devota, Fiorenzo, Giulia, Reparata). 
Terminata l'evangelizzazione dell'isola, vennero istituite inizialmente sei diocesi (Accia, Ajaccio, Aleria, Nebbio, Mariana, Sagona) di cui 3 suffraganee dell'Arcidiocesi di Genova (Accia, Mariana e Nebbio) e 3 di Arcidiocesi di Pisa (Ajaccio, Aleria, Sagona). L'arcivescovo di Pisa divenne Primate di Sardegna e Corsica, titolo conservato fino ad oggi seppur puramente onorifico. Quasi tutte le diocesi della Corsica, eccezione fatta per Mariana, furono abolite con una legge francese emanata il 1° luglio 1790 mentre nel 1801, con bolla papale, venne ristabilita la diocesi di Ajaccio come unica dell'isola e contestualmente abolita quella di Mariana, ultima rimasta. La diocesi di Ajaccio, suffraganea dell'Arcidiocesi di Aix, rimase tale fino al 1815 quando fu invece assegnata all'Arcidiocesi di Genova. Dopo il 1860 tornò, definitivamente, suffraganea di Aix.
In Corsica è presente una minoranza ebraica, stabilitasi nella regione fin dal IX secolo. Nessun culto musulmano è attualmente censito in Corsica.

## Criminalità
La Corsica ha una tradizione di banditismo e criminalità simile al Mezzogiorno italiano o alla Sardegna, spesso legata al movimento indipendentista. I 25 gruppi criminali sono elencati secondo un rapporto del 2022. L'uso della violenza è frequente, come l'uso del pizzo e della pratica dell'omertà.

## Amministrazione

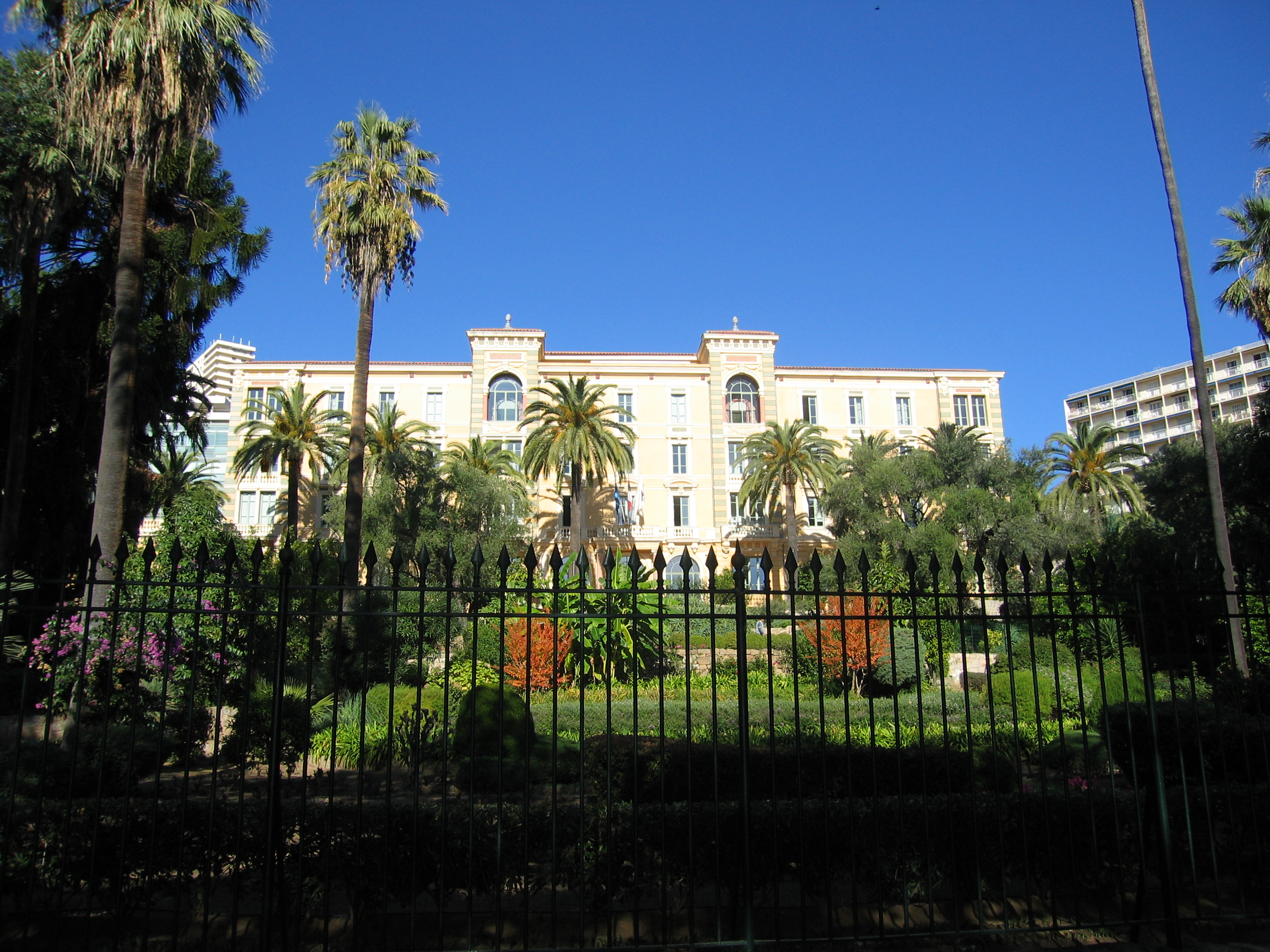
Ex Grand Hotel, sede della Collettività territoriale

La Corsica è, dal punto di vista politico, integrata nello Stato francese come una regione detta "Collettività territoriale", Collectivité territoriale de Corse (CTC), che comprendeva due ex Dipartimenti: Corsica del Sud ossia Pomonte, con capoluogo Ajaccio, e Alta Corsica ossia Cismonte, con capoluogo Bastia.
Alla regione, in quanto tale, fu riconosciuta maggiore autonomia solo a partire dal 13 maggio 1991, con una legge che istituì una Collectivité territoriale de la République in Corsica. A partire dal 1960 la Corsica era parte della regione Provenza-Alpi-Costa Azzurra. Nel 1972 alla Corsica fu concessa la denominazione – scarsamente significativa, da un punto di vista dell'autonomia concreta – di "Istituzione pubblica regionale" (établissement public régional). Nel 1975 l'isola fu concretamente staccata dalla regione Provenza-Alpi-Costa Azzurra ed elevata a rango di 22ª regione metropolitana francese, comprendente due dipartimenti – allora istituiti dividendo l'unico dipartimento precedente che comprendeva l'intera isola – a loro volta suddivisi in 5 arrondissement (circondari). I circondari comprendono in tutto 52 Cantoni locali cui appartengono i 360 comuni dell'isola, molti dei quali contano meno di 100 abitanti.
Il capoluogo della regione è Ajaccio, dove hanno sede l'Esecutivo e l'Assemblea di Corsica.
Alla configurazione amministrativa attuale dell'isola si è giunti a seguito di una serie di successive riforme, l'ultima delle quali, mirante a riunificare i due dipartimenti e a conferire maggiori poteri alla Collettività territoriale, è stata respinta con ristretto margine a seguito di un referendum approvativo tenutosi nel 2003.
Alla riforma si opponevano sia i più partigiani sostenitori del forte centralismo dello Stato francese, temendo che la concessione di autonomie giudicate troppo ampie potesse costituire un pericoloso precedente, sia gli indipendentisti còrsi, che vedevano nella riforma un pretesto da parte dello Stato centrale per chiudere definitivamente il capitolo Corsica concedendo una configurazione amministrativa che, comunque, prevedeva autonomie e poteri in genere meno ampi di quelli di cui godono, ad esempio, le regioni a statuto speciale italiane e spagnole o i Länder tedeschi.
Nel corso del 2000, il Primo Ministro Lionel Jospin propose un piano di riforme e la concessione di autonomie inedite per la Francia in cambio della fine della violenza politica scatenata da quasi un trentennio dai movimenti clandestini indipendentisti còrsi. La riforma proposta prevedeva forme più estese di protezione (ma non la coufficialità) del còrso, dichiarato in pericolo di estinzione dall'UNESCO a seguito dell'assimilazione perseguita tradizionalmente dalla Francia anche verso altre sue regioni e lingue minoritarie.
L'opposizione a questo piano si concentrò con successo attorno ai gollisti, fautori della grandeur e timorosi che la concessione di troppo estese autonomie alla Corsica potesse condurre a un effetto domino che, coinvolgendo regioni come l'Alsazia, il Paese Basco e la Bretagna, avrebbe messo in dubbio la stessa unità nazionale dell'esagono francese.
Dopo il tentativo di Jospin, il governo di Jean-Pierre Raffarin, con il contributo e l'impegno soprattutto del Ministro dell'interno Nicolas Sarkozy propose la soppressione dei due dipartimenti e la concessione di ulteriori poteri alla collettività territoriale. Il referendum approvativo della riforma si tenne il 6 luglio 2003: i "no" prevalsero, sebbene per un margine abbastanza ristretto.
La Corsica è pertanto governata attualmente secondo uno statuto e, soprattutto, uno schema amministrativo (regione/dipartimenti/circondari/cantoni/comuni), che non la differenzia – nella sostanza – dalle altre regioni francesi e che comunque vede come centrale la figura del Prefetto che governa l'isola direttamente per conto del governo di Parigi.
Diversi movimenti politici regionalisti (nationalistes) mettono in discussione tale situazione e reclamano, tra l'altro, esenzioni e vantaggi fiscali ben più estesi di quelli attualmente goduti dall'isola, maggiori poteri di autonomia ai governi locali, riconoscimento ufficiale della lingua còrsa e, relativamente ai gruppi politici più radicali, l'indipendenza totale dalla Francia. A tale proposito numerosi sondaggi hanno ripetutamente dimostrato che, se la maggioranza della popolazione còrsa è ampiamente favorevole a un regime di autonomia in seno alla Francia (il modello a cui guardano è lo statuto speciale della vicina Sardegna), solo una minoranza (attualmente il 10-15%) rivendica l'indipendenza.
Lo Stato centrale non intende neanche discutere di indipendenza vera e propria (temendo, tra l'altro, che la questione còrsa potrebbe costituire un pericoloso precedente nonché un esempio seguito da altre sue regioni – in primo luogo i Dipartimenti d'Oltremare, ma anche le province basche – dando il via a un parziale smembramento della Francia stessa) né, vista la sua Costituzione che prevede uno Stato fortemente centralizzato, ha largo spazio di manovra nella concessione di autonomie locali e regionali davvero estese.
D'altra parte la Corsica ricopre per la Francia una posizione chiave da un punto di vista strategico e militare sin dall'epoca dell'annessione nel 1769 e rappresenta, quale patria di Napoleone, un elemento dalla portata simbolica di non secondaria importanza nell'immaginario collettivo della comunità nazionale.
Ancora oggi l'isola ha per la Francia, così come la Sardegna per l'Italia, una notevole importanza dal punto di vista militare e strategico (presenza di importanti squadroni di cacciabombardieri presso la base aerea di Solenzara): anche in coordinamento con l'Italia e con la NATO, grandi porzioni del territorio còrso e sardo, assieme ai mari limitrofi, sono gravate da un complesso piuttosto esteso di servitù militari e poligoni di tiro internazionali.

## Geografia antropica

### Dipartimenti
In Corsica i dipartimenti non sono più enti locali ma solo suddivisioni territoriali.
- Alta Corsica (Haute-Corse)
- Corsica del Sud (Corse-du-Sud)

### Arrondissement
I dipartimenti della Corsica sono a loro volta suddivisi in cinque arrondissement:
- Arrondissement di Ajaccio (Bassa Corsica)
- Arrondissement di Bastia (Alta Corsica)
- Arrondissement di Calvi (Alta Corsica)
- Arrondissement di Corte (Alta Corsica)
- Arrondissement di Sartena (Bassa Corsica)

### Intecomunalità
La Corsica è ripartita in 19 Unioni di Comuni che coprono tutta la regione. Sono enti locali con personalità giuridica a fiscalità propria.

### Cantoni
Gli arrondissement della regione comprendono 52 cantoni, puri concetti geografico-elettorali.

### Comuni
I comuni della Corsica sono 360.

## Sport

### Calcio
Il calcio è uno sport popolarissimo in Corsica. La regione ha avuto, nel corso degli anni, tre squadre nella Lega Professionistica francese, un dato davvero notevole in proporzione alla limitata popolazione e al peso economico dell'isola. Dal 2002 al 2015 si sono alternati in Ligue 1 i due principali team calcistici dell'isola: l'AC Ajaccio e lo SC Bastia; quest'ultimo club vanta, nel proprio palmarès, 1 Coppa di Francia, 1 Supercoppa e la finale di Coppa UEFA del 1978. Per il campionato 2023-2024 risultano iscritte in Ligue 2 entrambe le squadre.

### Rally
Il Rally di Corsica (Tour de Corse) è un evento automobilistico tra i più importanti del mondo nel panorama del rally, che nel 2015, dopo un periodo di transizione, è tornato valido per il campionato del mondo rally (WRC). Molto spettacolare, per via delle continue curve e tornanti su strade asfaltate di montagna.

### Pallavolo e altri sport
Per quanto riguarda la pallavolo in Corsica, un club còrso, il GFC Ajaccio Volley-Ball, ha raggiunto alti livelli professionistici, avendo partecipato, dal 1997 al 2006, alla Pro A (l'equivalente della Serie A1 italiana di volley), e nel 2016 si è aggiudicato la Coppa di Francia di pallavolo.
Negli sport individuali, dal 2006 si è messa in luce la tennista di origine corsa Marion Bartoli originaria di Palneca che si è ritirata nel 2013 dopo aver vinto un Grande Slam.